# Du lịch Việt Nam

Biểu trưng và khẩu hiệu của ngành Du lịch Việt Nam giai đoạn 2012-2015 do Tổng cục Du lịch Việt Nam đưa ra.

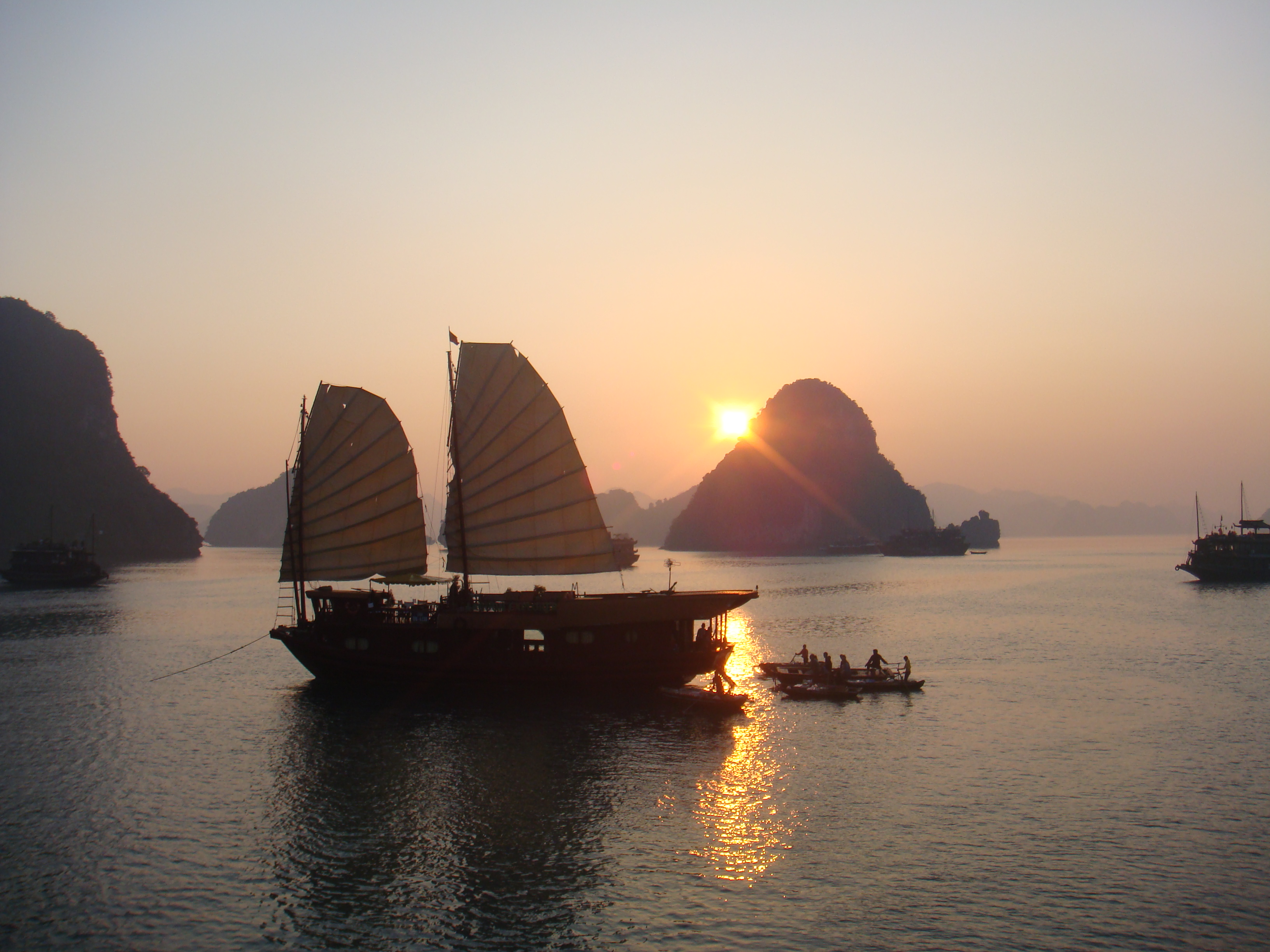
Vịnh Hạ Long

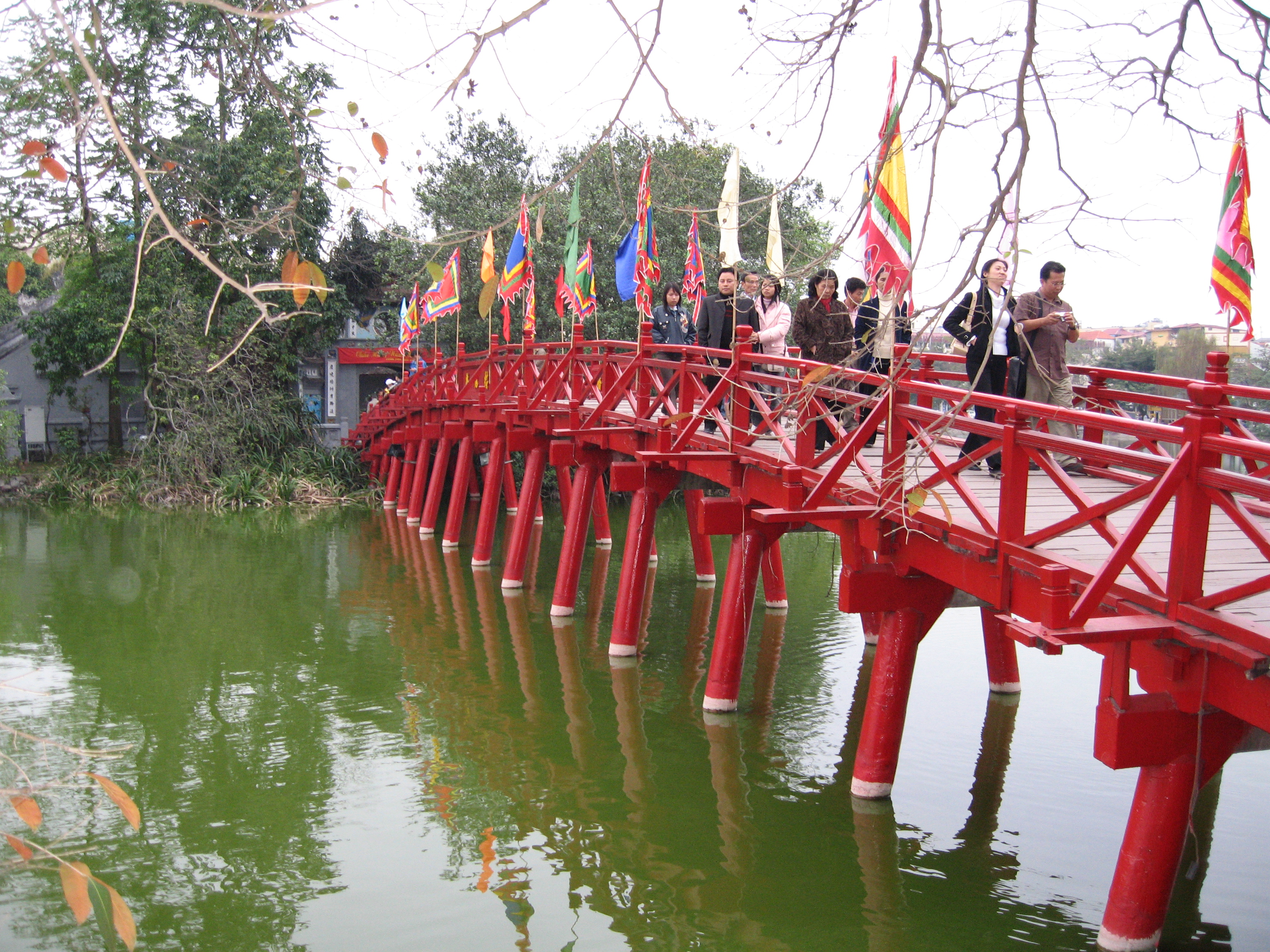
Du khách thăm Đền Ngọc Sơn và cầu Thê Húc bên bờ hồ Gươm, Hà Nội

Du lịch Việt Nam được xác định là một ngành kinh tế mũi nhọn vì cho rằng đất nước Việt Nam có tiềm năng du lịch đa dạng và phong phú.Năm 2019, ngành Du lịch Việt Nam lập kỷ lục khi lần đầu tiên đón 18 triệu lượt khách quốc tế, tăng 16,2% so với năm 2018. Trong giai đoạn 2015–2019, lượng khách quốc tế đến Việt Nam đã tăng 2,3 lần, từ 7,9 triệu lên 18 triệu lượt, với tốc độ tăng trưởng trung bình hàng năm đạt 22,7%. Việt Nam liên tục nằm trong nhóm các quốc gia có tốc độ tăng trưởng du lịch nhanh nhất thế giới. Năm 2019, du lịch Việt Nam được vinh danh là Điểm đến di sản hàng đầu thế giới bởi World Travel Awards, và Điểm đến golf tốt nhất thế giới bởi World Golf Awards. Ngoài ra, World Travel Awards cũng trao tặng Việt Nam danh hiệu Điểm đến hàng đầu châu Á trong hai năm liên tiếp 2018–2019, Điểm đến văn hóa hàng đầu châu Á 2019 và Điểm đến ẩm thực hàng đầu châu Á 2019.
Tuy nhiên, ngành du lịch Việt Nam có những hạn chế như tỷ lệ khách quay trở lại thấp. Chi tiêu của khách du lịch quốc tế tại Việt Nam không cao, trung bình hơn 1.000 USD cho một chuyến 9 ngày do sản phẩm du lịch của Việt Nam chưa hấp dẫn, thiếu gắn kết, các hoạt động giải trí, mua sắm, chăm sóc khách chưa đa dạng, công tác xúc tiến quảng bá chưa thực sự hiệu quả do hạn chế về nguồn lực, cơ chế vận hành, chưa thành lập Văn phòng xúc tiến du lịch ở nước ngoài, Quỹ hỗ trợ và phát triển du lịch chưa được vận hành và đi vào hoạt động; hạ tầng sân bay có xu hướng quá tải, chưa đáp ứng được tốc độ tăng trưởng cao về số lượng khách du lịch; chính sách thị thực nhập cảnh còn hạn chế so với các điểm đến cạnh tranh trực tiếp của du lịch Việt Nam như Thái Lan.

## Du lịch trong nền kinh tế

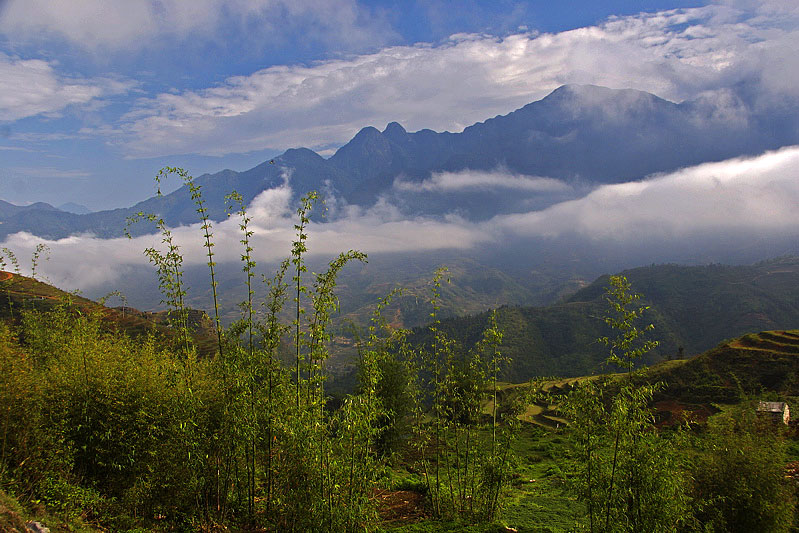
Sa Pa

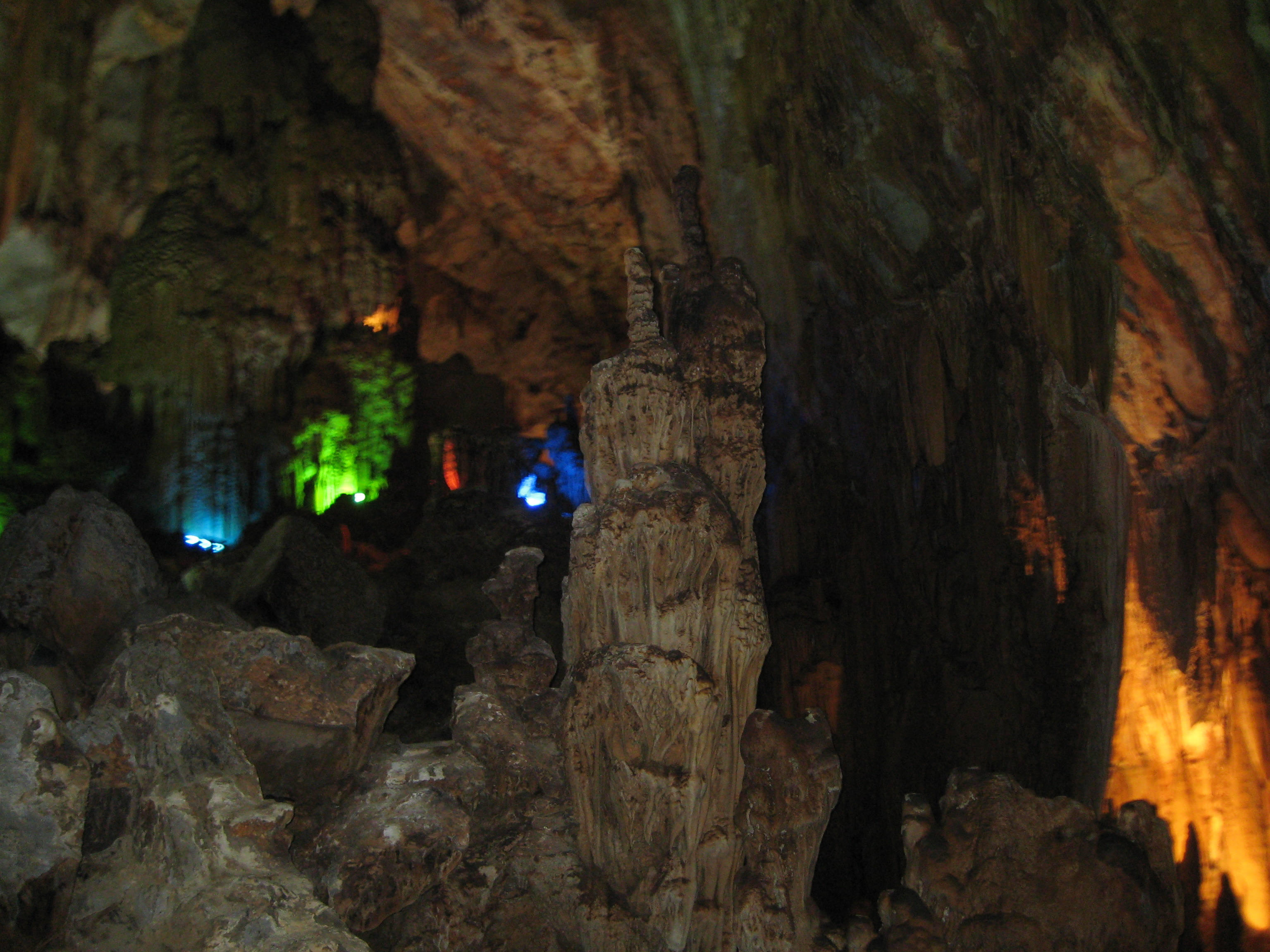
Vườn Quốc gia Phong Nha-Kẻ Bàng

Du lịch ngày càng có vai trò rất quan trọng tại Việt Nam. Đối với khách du lịch, họ đi khám phá văn hóa và thiên nhiên, bãi biển và các cựu chiến binh Mỹ và Pháp, Việt Nam đang trở thành một địa điểm du lịch mới ở Đông Nam Á.
Nền kinh tế Việt Nam đang chuyển đổi từ nông nghiệp sang nền kinh tế dịch vụ. Hơn một phần ba của tổng sản phẩm trong nước được tạo ra bởi các dịch vụ, trong đó bao gồm khách sạn và phục vụ công nghiệp và giao thông vận tải. Nhà sản xuất và xây dựng (28%) nông nghiệp, và thủy sản (20%) và khai thác mỏ (10%).
Trong khi đó, du lịch đóng góp 4,5% trong tổng sản phẩm quốc nội (thời điểm 2007). Ngày càng có nhiều dự án đầu tư trực tiếp nước ngoài đổ vào ngành du lịch. Sau các ngành công nghiệp nặng và phát triển đô thị, đầu tư nước ngoài hầu hết đã được tập trung vào du lịch, đặc biệt là trong các dự án khách sạn.
Với tiềm năng lớn, từ năm 2001, Du lịch Việt Nam đã được chính phủ quy hoạch, định hướng để trở thành ngành kinh tế mũi nhọn . Mặc dù "Chiến lược phát triển du lịch Việt Nam 2001 - 2010" có vài chỉ tiêu không đạt được , từ năm 2011, "Chiến lược phát triển du lịch Việt Nam đến năm 2020, tầm nhìn đến năm 2030" đã được thủ tướng chính phủ Việt Nam phê duyệt ngày 30/12/2011 để tiếp nối. Tuy nhiên, cũng có nhiều ý kiến cho rằng, trong thực tiễn còn cần làm rất nhiều để ngành du lịch thật sự trở thành "mũi nhọn" và từ có "tiềm năng" trở thành có "khả năng".

## Tiềm năng du lịch của Việt Nam

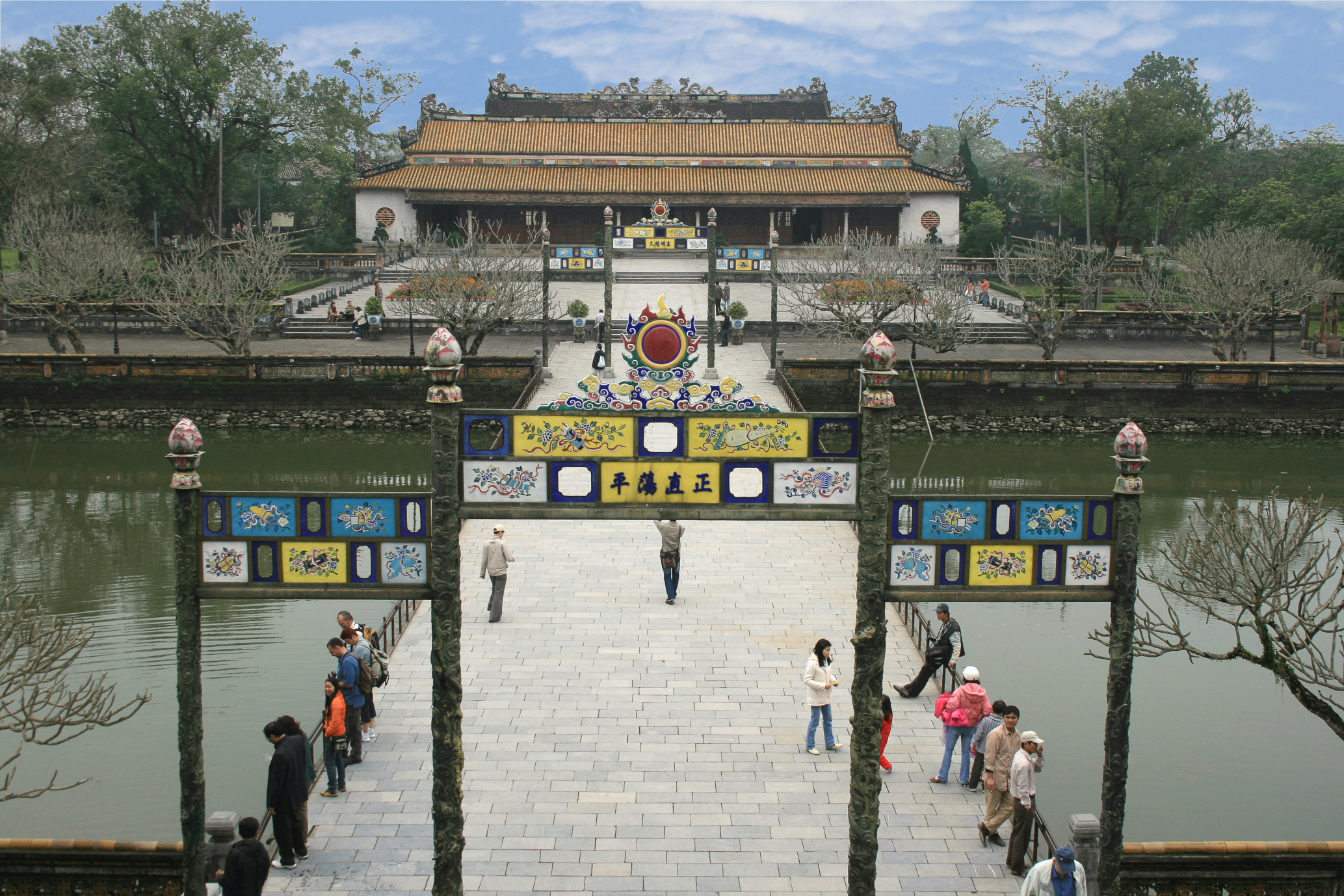
Cố đô Huế

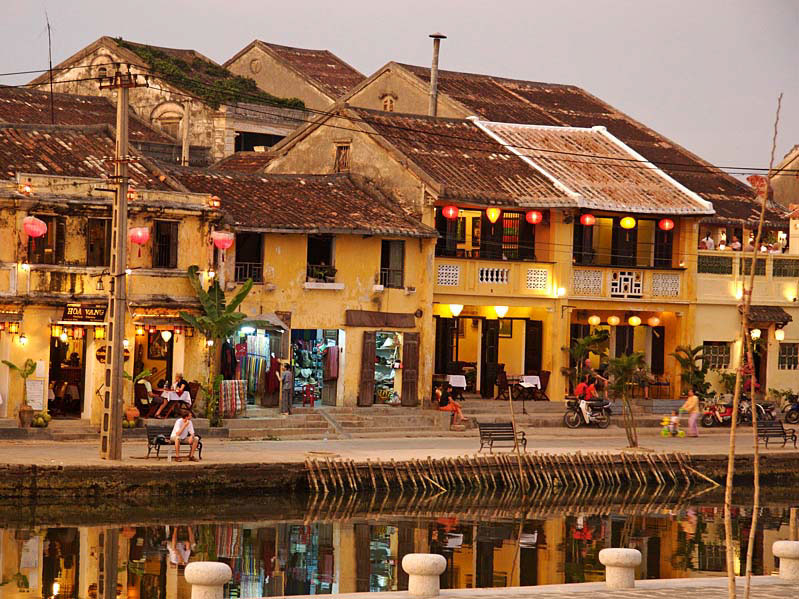
Phố cổ Hội An

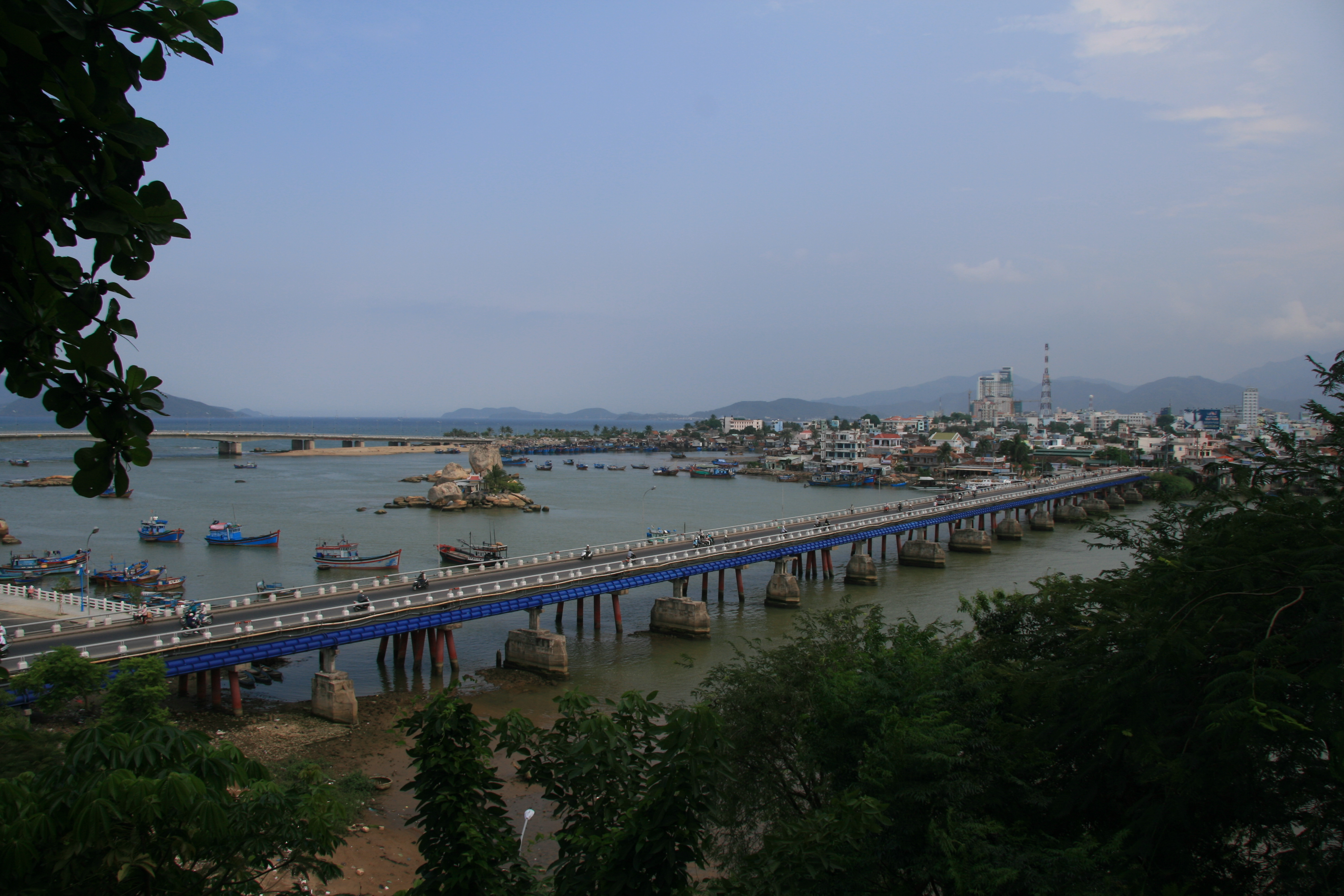
Nha Trang

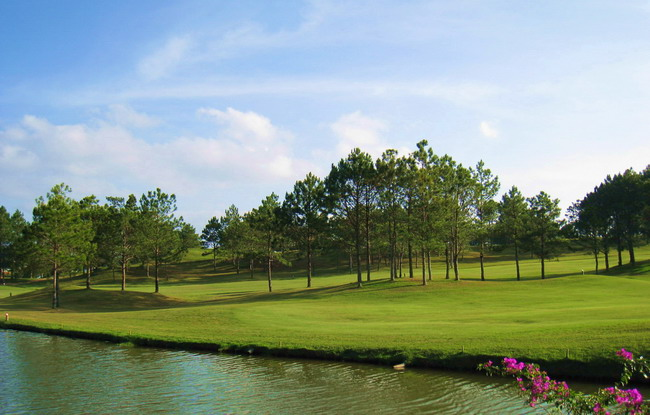
Đà Lạt

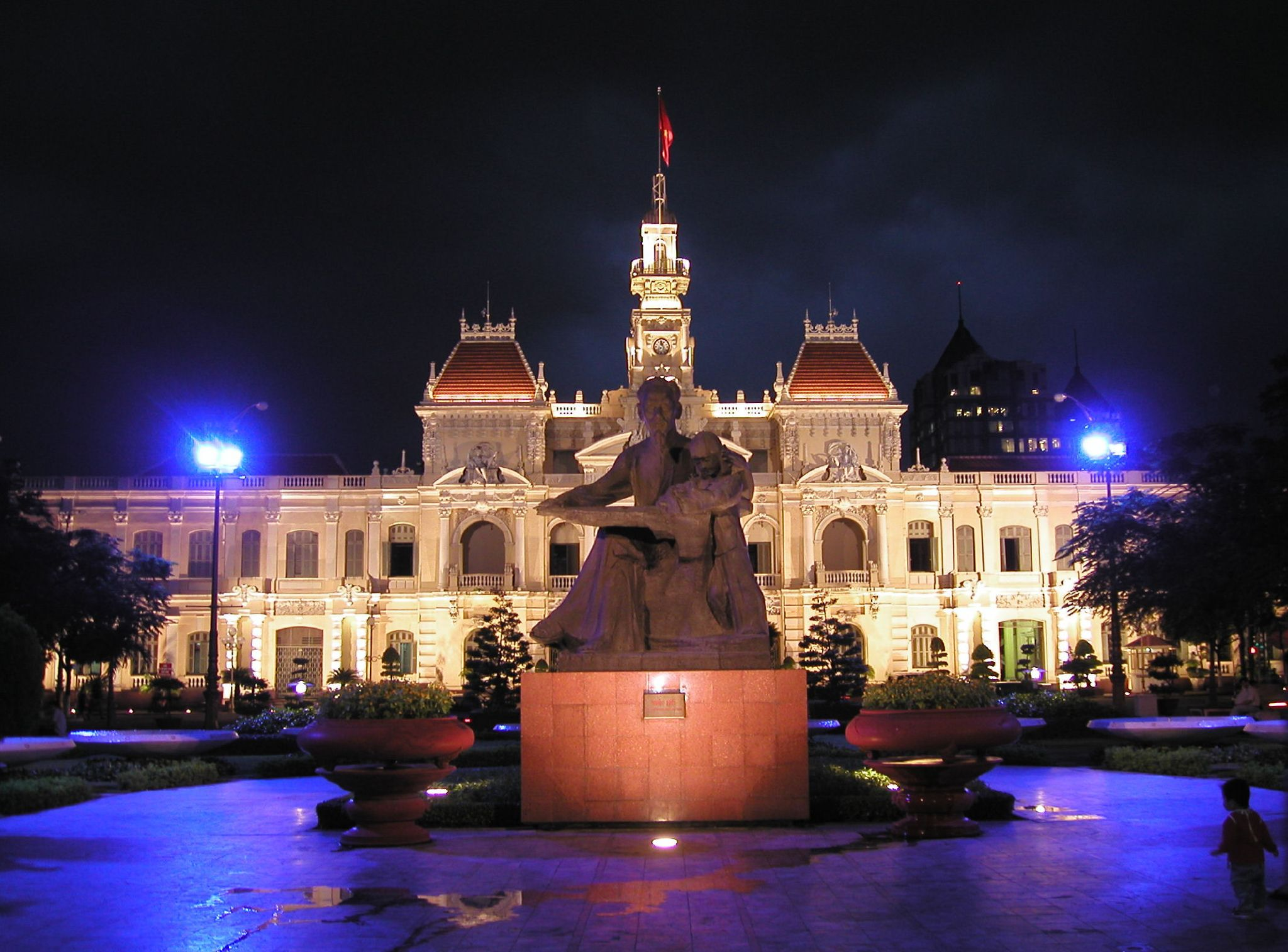
Thành phố Hồ Chí Minh

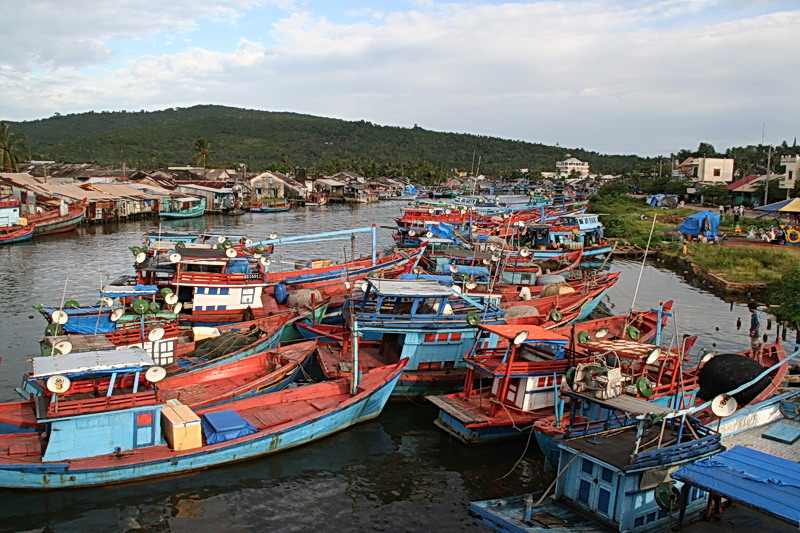
Phú Quốc

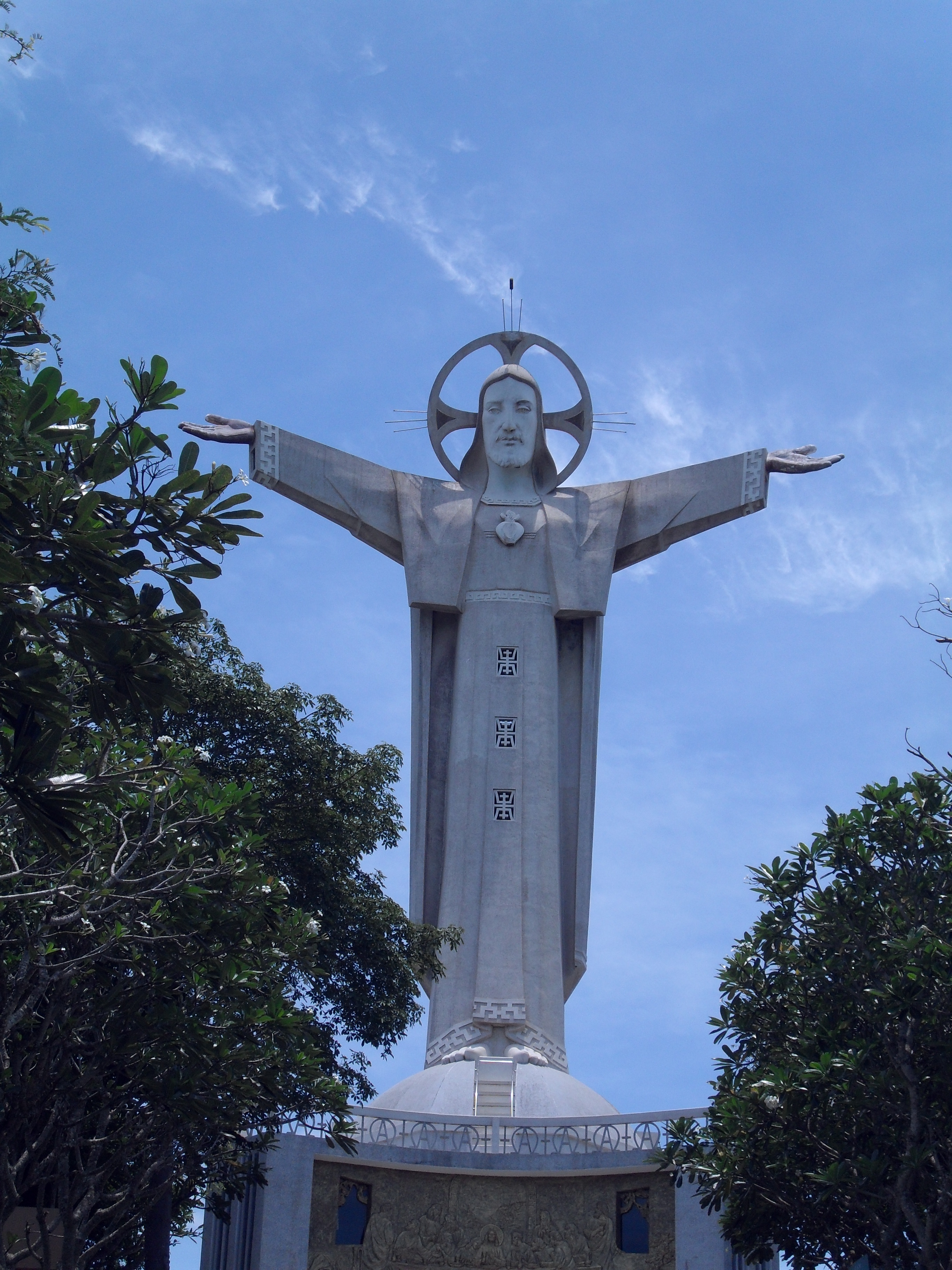
Tượng chúa Kito vua ở Vũng Tàu

Việt Nam là một quốc gia có tiềm năng du lịch đa dạng và phong phú, tiềm năng ấy thể hiện ở các thế mạnh sau:

### Di tích
Tính đến năm 2020, Việt Nam có hơn 41.000 di tích, thắng cảnh trong đó có hơn 4.000 di tích được xếp hạng di tích quốc gia và hơn 9.000 di tích được xếp hạng cấp tỉnh. Mật độ và số lượng di tích nhiều nhất ở 11 tỉnh vùng đồng bằng sông Hồng với tỷ lệ chiếm khoảng 56% di tích của Việt Nam.
Qua 15 đợt xếp hạng, Việt Nam hiện có 133 di tích được xếp hạng Di tích quốc gia đặc biệt. Các di tích quốc gia đặc biệt quan trọng của Việt Nam được Thủ tướng chính phủ ra quyết định xếp hạng ở 2 đợt đầu gồm: Cố đô Hoa Lư, Di tích Pác Bó, Dinh Độc Lập, Hoàng thành Thăng Long, Khu căn cứ Trung ương Cục miền Nam, Khu di tích ATK Thái Nguyên, Khu di tích chiến thắng Điện Biên Phủ, Khu di tích Côn Sơn - Kiếp Bạc, Khu di tích khởi nghĩa Yên Thế, Khu di tích Kim Liên, Khu di tích Phủ Chủ tịch, Khu di tích Tân Trào, Khu lưu niệm chủ tịch Tôn Đức Thắng, Nhà tù Côn Đảo, Quần thể di tích Cố đô Huế, Thành nhà Hồ, Thánh địa Mỹ Sơn, Thắng cảnh Tràng An - Tam Cốc - Bích Động, Văn Miếu - Quốc Tử Giám, Vườn quốc gia Phong Nha - Kẻ Bàng, Vịnh Hạ Long, Đô thị cổ Hội An và Đền Hùng.
Năm 2024, Việt Nam có 162 bảo tàng, trong đó có 126 bảo tàng công lập và 36 bảo tàng ngoài công lập; hiện đang lưu giữ hơn 3 triệu hiện vật trong đó có tới 120 hiện vật, nhóm hiện vật là bảo vật quốc gia (trên tổng số 164 bảo vật quốc gia). Các bảo tàng lớn tiêu biểu như: Bảo tàng Cách mạng Việt Nam, Bảo tàng lịch sử Việt Nam, Bảo tàng Lịch sử Quốc gia...

### Danh thắng
Hiện nay Việt Nam có 34 vườn quốc gia gồm Ba Bể, Bái Tử Long, Hoàng Liên, Tam Đảo, Xuân Sơn, Ba Vì, Cát Bà, Cúc Phương, Xuân Thủy, Bạch Mã, Bến En, Phong Nha-Kẻ Bàng, Pù Mát, Vũ Quang, Bidoup Núi Bà, Chư Mom Ray, Chư Yang Sin, Kon Ka Kinh, Yok Đôn, Côn Đảo, Lò Gò-Xa Mát, Mũi Cà Mau, Núi Chúa, Phú Quốc, Phước Bình, Tràm Chim, U Minh Hạ, U Minh Thượng, Tà Đùng.
Việt Nam có 400 nguồn nước nóng từ 40-120 độ. Nhiều suối có hạ tầng xây dựng khá tốt như: Suối nước nóng thiên nhiên Đam Rông, Lâm Đồng; suối nước nóng Kim Bôi Hòa Bình, suối nước nóng Bình Châu Bà Rịa-Vũng Tàu, suối nước nóng Kênh Gà, Ninh Bình, suối nước nóng Quang Hanh Quảng Ninh, suối nước nóng Thanh Thủy - Phú Thọ.

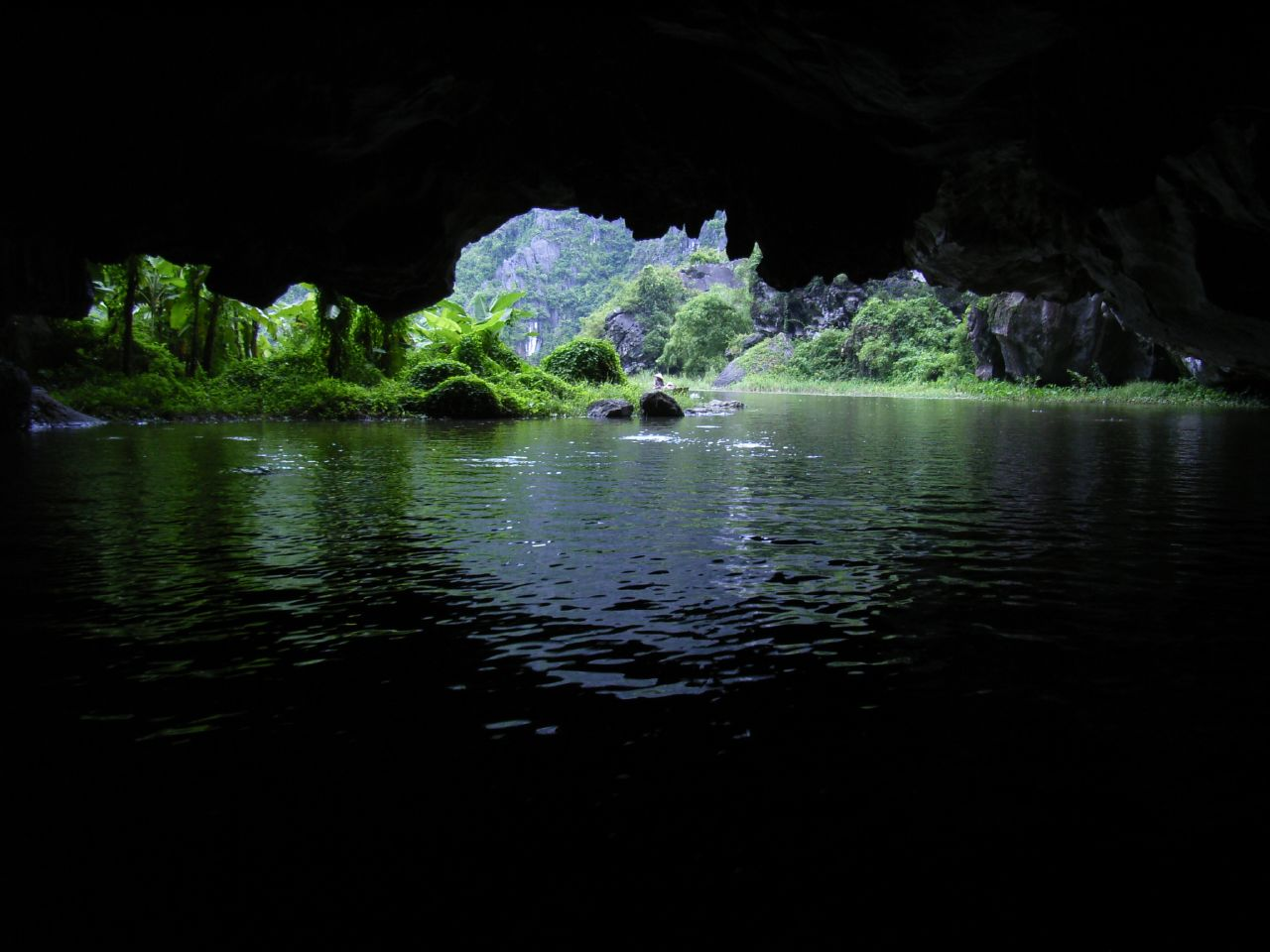
Tam Cốc - Bích Động ở Ninh Bình

Hang động Việt Nam chủ yếu nằm ở nửa phía bắc của đất nước này do tập trung nhiều dãy núi đá vôi. Hệ thống hang động ở Việt Nam thường là các hang động nằm trong các vùng núi đá vôi có kiểu địa hình karst rất phát triển. Ba di sản thiên nhiên thế giới của Việt Nam là vịnh Hạ Long, Vườn quốc gia Phong Nha - Kẻ Bàng và quần thể danh thắng Tràng An đều là những danh thắng có những hang động nổi tiếng. Cho tới năm 2010 chỉ riêng ở Quảng Bình đã thống kê được 300 hang động thuộc Vườn quốc gia Phong Nha - Kẻ Bàng. Tỉnh Ninh Bình có 400 hang động trong đó hơn 100 hang động tập trung nhiều ở quần thể di sản thế giới Tràng An - Tam Cốc - Bích Động. Hiện nay tổng số hang động ở Việt Nam được phát hiện lên tới gần 1000 hang động. Các hang động ở Việt Nam tuy nhiều nhưng số được khai thác sử dụng cho mục đích du lịch còn rất ít. Tiêu biểu nhất là: động Phong Nha (Quảng Bình), động Hương Tích (Hà Nội), hang động Tràng An, Tam Cốc - Bích Động, động Địch Lộng, động Vân Trình, động Thiên Hà (Ninh Bình), hang Pác Bó (Cao Bằng), động Tam Thanh (Lạng Sơn), động Sơn Mộc Hương (Sơn La), các hang động ở vịnh Hạ Long (Quảng Ninh)...
Việt Nam đứng thứ 27 trong số 156 quốc gia có biển trên thế giới với 125 bãi tắm biển, hầu hết là các bãi tắm đẹp. Việt Nam là 1/12 quốc gia có vịnh đẹp nhất thế giới là vịnh Hạ Long và vịnh Nha Trang.
Tính đến năm 2003 Việt Nam có khoảng 3500 hồ chứa có dung tích lớn hơn 0.2 triệu m3. Chỉ có 1976 hồ có dung tích lớn hơn 1 triệu m3, chiếm 55,9% với tổng dung tích 24.8 tỷ m3. Trong số hồ trên có 10 hồ do ngành điện quản lý với tổng dung tích 19 tỷ m3. Có 44 tỉnh và thành phố trong 63 tỉnh thành Việt Nam có hồ chứa. Tỉnh có nhiều hồ nhất là Nghệ An (249 hồ), Hà Tĩnh (166 hồ), Thanh Hóa (123 hồ), Phú Thọ (118 hồ), Đắk Lắk (116 hồ) và Bình Định (108 hồ). Một số hồ nổi tiếng ở Việt Nam đã được khai thác du lịch như: Hồ Tây, hồ Hoàn Kiếm, hồ Đại Lải, hồ Quan Sơn, hồ Suối Hai (Hà Nội); Hồ Ba Bể (Bắc Kạn); Hồ Cấm Sơn (Bắc Giang); Hồ Đồng Chương, hồ Đồng Thái, hồ Yên Thắng, hồ Mạc (Ninh Bình); hồ Tuyền Lâm, hồ Than Thở (Đà Lạt),...

### Danh hiệu UNESCO
Danh hiệu UNESCO ở Việt Nam gồm danh sách các di sản thế giới, khu dự trữ sinh quyển thế giới, di sản tư liệu thế giới, công viên địa chất toàn cầu, di sản văn hóa phi vật thể của nhân loại... đã được UNESCO công nhận tại Việt Nam. Trong hệ thống các danh hiệu của UNESCO, di sản thế giới là danh hiệu danh giá nhất và lâu đời nhất. Thủ đô Hà Nội hiện sở hữu nhiều danh hiệu UNESCO trao tặng nhất cho các đối tượng: Hoàng thành Thăng Long, Bia tiến sĩ Văn Miếu Thăng Long, ca trù, Hội Gióng, Kéo co và Tín ngưỡng thờ Mẫu Việt Nam. Đến năm 2019, các tỉnh sở hữu từ ba loại danh hiệu UNESCO khác nhau trở lên là: Ninh Bình, Quảng Nam, Lâm Đồng và Hà Nội.
Tới năm 2024, có 8 di sản được UNESCO công nhận là Di sản thế giới tại Việt Nam bao gồm: Quần thể danh thắng Tràng An, Thành nhà Hồ, Hoàng thành Thăng Long, Quần thể di tích Cố đô Huế, Vịnh Hạ Long – quần đảo Cát Bà, Phố Cổ Hội An, Thánh địa Mỹ Sơn, và Vườn Quốc gia Phong Nha - Kẻ Bàng. Các di sản thế giới hiện đều là những điểm du lịch hấp dẫn.
Tính đến hết năm 2024 Việt Nam được UNESCO công nhận 11 khu dự trữ sinh quyển thế giới đó là Châu thổ sông Hồng, Cát Bà, Tây Nghệ An, Đồng Nai, Cù lao Chàm, Cần Giờ. Cà Mau, biển Kiên Giang, Langbian, Núi Chúa và Kon Hà Nừng.
Cũng tới năm 2014, Việt Nam có 15 Di sản văn hóa phi vật thể gồm Nhã nhạc cung đình Huế, Không gian văn hóa Cồng Chiêng Tây Nguyên, Quan họ, Ca trù, Hội Gióng, Hát xoan, Tín ngưỡng thờ cúng Hùng Vương, Tín ngưỡng thờ Mẫu, Đờn ca tài tử, Kéo co, Nghệ thuật Bài Chòi, Thực hành then Tày - Nùng - Thái, Xòe Thái và Nghề làm gốm của người Chăm.

### Văn hóa
Việt Nam có 54 dân tộc anh em, mỗi dân tộc đều có những nét đặc trưng về văn hoá, phong tục tập quán và lối sống riêng. Ngành du lịch và các địa phương đã nỗ lực xây dựng được một số điểm du lịch độc đáo, như du lịch cộng đồng Sa Pa, du lịch Bản Lát ở Mai Châu...
Sự ra đời và phát triển của sân khấu dân gian Việt Nam gắn liền với đời sống nông nghiệp, múa rối nước là nghệ thuật dân gian của người nông dân làm ruộng nước ở vùng châu thổ sông Hồng, thường được biểu diễn trong dịp hội hè, những lúc nông nhàn, múa rối nước là một nghệ thuật tổng hoà giữa các nghệ thuật điêu khắc, sơn mài, âm nhạc, hội họa và văn học. Cùng với múa rối nước là các môn nghệ thuật hát chèo, tuồng, cải lương góp phần làm phong phú nền sân khấu cổ truyền Việt Nam. Từ đầu thế kỷ 20, cùng với những ảnh hưởng của sân khấu phương Tây, nghệ thuật sân khấu hiện đại Việt Nam được bổ sung thêm các môn nghệ thuật kịch, hài kịch, xiếc, ảo thuật, múa, ballet, opera,... Hiện nay, một số đơn vị nghệ thuật đã đưa vào phục vụ khách du lịch như rối nước Hà Nội, Đờn ca tài tử Bạc Liêu, Nhà hát Chèo Việt Nam, Nhà hát Chèo Ninh Bình, Nhà hát Chèo Hà Nội.
Âm nhạc dân gian Việt Nam cũng có truyền thống lâu đời, bắt đầu với chầu văn, quan họ, ca trù, hát ví, dân ca, vọng cổ, nhạc cung đình,...của người Việt và bên cạnh đó là âm nhạc dân gian của các dân tộc khác như hát lượn của người Tày, Hát sli của người Nùng, hát Khan của người Ê Đê, hát dù kê của người Khmer...Cùng với các môn nghệ thuật hiện đại khác, nền âm nhạc hiện đại Việt Nam từ những năm 1930 được hình thành và phát triển đến ngày nay được gọi là tân nhạc Việt Nam với các dòng nhạc tiền chiến, nhạc đỏ, tình khúc 1954-1975, nhạc vàng, nhạc hải ngoại và nhạc trẻ. 
Tuy nhiên, từ hơn 20 năm phát triển du lịch, Việt Nam vẫn chưa có được một sân khấu, nhà hát biểu diễn nghệ thuật dân tộc nào đủ lớn để giới thiệu đến du khách quốc tế, để đa dạng hóa sản phẩm du lịch. Ngoại trừ múa rối nước, hiện có 1 sân khấu nhỏ tại Hà Nội và sân khấu múa rối nước Rồng Vàng tại Thành phố Hồ Chí Minh.

### Lễ hội Việt Nam
Theo thống kê vào năm 2018, Việt Nam có 7.966 lễ hội; trong đó có 7.039 lễ hội dân gian (chiếm 88,36%), 332 lễ hội lịch sử (chiếm 4,16%), 544 lễ hội tôn giáo (chiếm 6,28%), 10 lễ hội du nhập từ nước ngoài (chiếm 0,12%), còn lại là lễ hội khác (chiếm 0,5%). Địa phương có nhiều lễ hội nhất là thành phố Hà Nội (1095 lễ hội), ít lễ hội nhất là tỉnh Lai Châu (17 lễ hội).
Nhiều Lễ hội được đưa vào danh mục Di sản văn hóa phi vật thể cấp quốc gia như: lễ hội đền Hùng (Phú Thọ), Hội Gióng đền Phù Đổng và đền Sóc (Hà Nội), Lễ hội Yên Thế (Bắc Giang), Lễ hội Hoa Lư (Ninh Bình), Lễ hội Đền Đô (Bắc Ninh), Lễ hội Nhảy lửa của người Pà Thẻn (Hà Giang), Lễ hội Côn Sơn - Kiếp Bạc (Hải Dương), Lễ hội Chọi trâu Đồ Sơn (Hải Phòng), Lễ hội Cầu Ngư ở Khánh Hòa, Lễ hội Gầu Tào (Lào Cai, Hà Giang), Lễ hội Lồng Tông của người Tày (Tuyên Quang), Lễ hội Phủ Dầy, Nam Định; Hội Lim, Tiên Du,Bắc Ninh,Lễ hội Nghinh Ông, huyện Cần Giờ, Thành phố Hồ Chí Minh, Lễ hội miếu Bà Chúa Xứ núi Sam An Giang, Lễ hội Lồng tồng Ba Bể Bắc Kạn,...

## Lịch sử ngành Du lịch Việt Nam
Ngành Du lịch tại Việt Nam chính thức có mặt khi Quốc trưởng Bảo Đại cho lập Sở Du lịch Quốc gia ngày 5 Tháng Sáu, 1951. Chuyển tiếp sang thời kỳ Việt Nam Cộng hòa, Nha Quốc gia Du lịch điều hành việc phát triển các tiện nghi du lịch trong nước ở phía nam vĩ tuyến 17 cùng tăng cường hợp tác quốc tế như việc gửi phái đoàn tham dự Hội nghị Du lịch Quốc tế ở Brussel năm 1958. Năm 1961 Nha Du lịch cổ động du lịch "Thăm viếng Đông Dương" với ba chí điểm: Nha Trang, Đà Lạt và Vũng Tàu. Vì chiến cuộc và thiếu an ninh ngành du lịch bị hạn chế nhưng chính phủ vẫn cố nâng đỡ kỹ nghệ du lịch như việc phát hành bộ tem "Du lịch" ngày 12 Tháng Bảy năm 1974.
Đối với miền Bắc Việt Nam Dân chủ Cộng hòa thì ngày thành lập ngành Du lịch Việt Nam được tính là ngày 09 tháng 7 năm 1960
- Ngày 16/3/1963, Bộ Ngoại thương ban hành Quyết định số 164-BNT-TCCB [29] quy định nhiệm vụ, quyền hạn và tổ chức của Công ty Du lịch Việt Nam.
- Ngày 18/8/1969, Chính phủ ban hành Nghị định số 145 CP [30] chuyển giao Công ty Du lịch Việt Nam sang cho Phủ Thủ tướng quản lý.
- Ngày 27/6/1978, Ủy ban Thường vụ Quốc hội ban hành Quyết nghị số 262 NQ/QHK6 [31] phê chuẩn việc thành lập Tổng cục Du lịch Việt Nam trực thuộc Hội đồng Chính phủ.
- Ngày 23/1/1979, Hội đồng Chính phủ ban hành Nghị định số 32-CP [32] quy định nhiệm vụ, quyền hạn và tổ chức bộ máy của Tổng cục Du lịch Việt Nam.
- Ngày 15/8/1987, Hội đồng Bộ trưởng ban hành Nghị định số 120-HĐBT [33] về chức năng, nhiệm vụ và tổ chức bộ máy của Tổng cục Du lịch.
- Ngày 9/4/1990, Hội đồng Bộ trưởng ban hành Nghị định số 119-HĐBT [34] thành lập Tổng công ty Du lịch Việt Nam.
- Ngày 31/12/1990, Hội đồng Bộ trưởng ban hành Nghị định số 447-HĐBT [35] về chức năng, nhiệm vụ, quyền hạn và tổ chức bộ máy của Bộ Văn hóa - Thông tin - Thể thao và Du lịch.
- Ngày 26/10/1992, Chính phủ ban hành Nghị định số 05-CP [36] thành lập Tổng cục Du lịch.
- Ngày 27/12/1992, Chính phủ ban hành Nghị định số 20-CP [37] về chức năng, nhiệm vụ, quyền hạn và tổ chức bộ máy của Tổng cục Du lịch.
- Ngày 7/8/1995, Chính phủ ban hành Nghị định số 53/CP [38] về cơ cấu tổ chức của Tổng cục Du lịch.
- Ngày 25/12/2002, Bộ Nội vụ ban hành Quyết định số 18/2002/QĐ-BNV về việc cho phép thành lập Hiệp hội Du lịch Việt Nam.

## Quy hoạch du lịch
"Quy hoạch hệ thống du lịch thời kỳ 2021 - 2030, tầm nhìn đến năm 2045" ngày 13/6/2024 xác định phát triển không gian du lịch Việt Nam gồm: 06 vùng du lịch, 03 cực tăng trưởng, 08 khu vực động lực, 11 trung tâm du lịch, 70 khu du lịch quốc gia như sau:

### 6 Vùng du lịch
Việt Nam có 6 vùng du lịch với 24 trọng điểm du lịch:
- Vùng trung du và miền núi phía Bắc: Phát triển các sản phẩm du lịch trên cơ sở khai thác thế mạnh từ cảnh quan thiên nhiên, hệ sinh thái, bản sắc văn hóa độc đáo, đa dạng của các cộng đồng các dân tộc. Ưu tiên phát triển các sản phẩm du lịch mang đặc trưng riêng của vùng: du lịch về nguồn; du lịch tìm hiểu văn hóa - lịch sử, du lịch trải nghiệm cuộc sống cộng đồng dân tộc thiểu số; du lịch khám phá thiên nhiên, thể thao mạo hiểm; du lịch nghỉ dưỡng và sinh thái núi, sinh thái hồ;
- Vùng đồng bằng sông Hồng: Phát triển các sản phẩm du lịch trên cơ sở khai thác thế mạnh từ hệ thống di sản thế giới, các giá trị văn hóa truyền thống, cảnh quan thiên nhiên biển, đảo, hệ sinh thái đa dạng, các đô thị. Ưu tiên phát triển các sản phẩm du lịch mang đặc trưng riêng của vùng: tham quan và trải nghiệm di sản thế giới Vịnh Hạ Long (Quảng Ninh), Quần thể danh thắng Tràng An (Ninh Bình), Hoàng thành Thăng Long (Hà Nội); du lịch tìm hiểu văn hóa, tín ngưỡng dân gian; du lịch làng nghề, lễ hội; du lịch đô thị gắn với công nghiệp văn hóa và kinh tế ban đêm.
- Vùng Bắc Trung Bộ và Vùng Duyên hải Miền Trung: Phát triển các sản phẩm du lịch trên cơ sở khai thác thế mạnh từ tài nguyên du lịch biển đảo, cảnh quan thiên nhiên, hệ sinh thái đa dạng, hệ thống di sản thế giới, các di tích văn hóa lịch sử. Ưu tiên phát triển các sản phẩm du lịch mang đặc trưng riêng của vùng: du lịch "Con đường di sản miền Trung"; du lịch nghỉ dưỡng biển, đảo; du lịch tham quan, tìm hiểu các di tích lịch sử và cách mạng; du lịch sinh thái hang động; du lịch tìm hiểu văn hóa dân tộc.
- Vùng Tây Nguyên: Phát triển các sản phẩm du lịch trên cơ sở khai thác thế mạnh từ cảnh quan thiên nhiên, hệ sinh thái đa dạng và bản sắc văn hóa đặc trưng. Ưu tiên phát triển các sản phẩm mang đặc trưng riêng của vùng: du lịch khám phá, trải nghiệm thiên nhiên vùng đất cao nguyên, không gian văn hóa cồng chiêng Tây Nguyên; du lịch "Con đường xanh Tây Nguyên"; du lịch nghỉ dưỡng núi, du lịch sinh thái.
- Vùng Đông Nam Bộ: Phát triển các sản phẩm du lịch trên cơ sở khai thác thế mạnh từ hệ thống di tích lịch sử, văn hóa, di tích cách mạng, các đô thị, tài nguyên du lịch biển đảo. Ưu tiên phát triển các sản phẩm mang đặc trưng vùng: du lịch hội nghị, hội thảo, sự kiện (MICE), du lịch đô thị gắn với công nghiệp văn hóa và kinh tế ban đêm, du lịch nghỉ dưỡng biển, đảo.
- Vùng Đồng bằng sông Cửu Long: Phát triển các sản phẩm du lịch trên cơ sở khai thác thế mạnh từ hệ sinh thái sông nước, cảnh quan thiên nhiên, tài nguyên du lịch biển, đảo, di tích lịch sử văn hóa cùng các giá trị văn hóa truyền thống đa dạng. Ưu tiên phát triển các sản phẩm mang đặc trưng riêng của vùng: du lịch sông nước miệt vườn; tìm hiểu di sản văn hóa; du lịch nghỉ dưỡng biển, đảo, vui chơi giải trí.

### 3 cực tăng trưởng du lịch
- Thủ đô Hà Nội: Cực tăng trưởng quốc gia ở khu vực phía Bắc, đóng vai trò cửa ngõ và trung tâm phân phối khách cho các tỉnh trong vùng Đồng bằng sông Hồng và cả vùng Trung du và Miền núi phía Bắc.
- Thành phố Hồ Chí Minh: Cực tăng trưởng quốc gia ở khu vực phía Nam, đóng vai trò cửa ngõ thu hút khách quốc tế lớn nhất Việt Nam, lan tỏa và dẫn dắt du lịch toàn bộ vùng Đông Nam Bộ, vùng Đồng bằng sông Cửu Long, vùng Tây Nguyên và các tỉnh Duyên hải phía Nam của vùng Bắc Trung Bộ và Duyên hải miền Trung.
- Thành phố Đà Nẵng: Cực tăng trưởng quốc gia ở khu vực miền Trung, đóng vai trò là cửa ngõ thu hút khách theo đường không, đường biển và đường bộ (hành lang kinh tế Đông - Tây) và là động lực thúc đẩy phát triển du lịch vùng Bắc Trung Bộ và Duyên hải miền Trung và cả vùng Tây Nguyên.

### 8 khu vực động lực du lịch
8 khu vực phát triển du lịch để tập trung nguồn lực, phát huy tối đa hiệu quả đầu tư, lan tỏa, thúc đẩy những lợi ích và giá trị của du lịch trong đó Đến 2030, tập trung hình thành 06 khu vực động lực:
- Đến 2030, tập trung hình thành 06 khu vực động lực:
- Khu vực động lực phát triển du lịch Hà Nội - Hải Phòng - Quảng Ninh - Ninh Bình: Thúc đẩy phát triển du lịch vùng Đồng bằng sông Hồng, rộng hơn là cả khu vực miền Bắc, gắn kết đa dạng và bổ trợ lẫn nhau về sản phẩm du lịch văn hoá lịch sử với du lịch biển, di sản thế giới;
- Khu vực động lực phát triển du lịch Thanh Hóa - Nghệ An - Hà Tĩnh: Tạo sự hỗ trợ theo hướng kết hợp đa dạng sản phẩm du lịch gắn với sinh thái, di sản thế giới, văn hóa lịch sử, tín ngưỡng với du lịch biển, du lịch về nguồn, du lịch cộng đồng gắn với các dân tộc thiểu số vùng núi;
- Khu vực động lực phát triển du lịch Quảng Bình - Quảng Trị - Thừa Thiên Huế - Đà Nẵng - Quảng Nam: Thúc đẩy phát triển du lịch vùng Bắc Trung Bộ và Duyên hải miền Trung; kết nối các di sản thế giới trong nước với quốc tế, gắn kết các sản phẩm du lịch văn hóa với du lịch đô thị và nghỉ dưỡng biển;
- Khu vực động lực phát triển du lịch Khánh Hòa - Lâm Đồng - Ninh Thuận - Bình Thuận: Thúc đẩy phát triển du lịch trên cơ sở tăng cường liên kết giữa vùng Bắc Trung Bộ và Duyên hải miền Trung với vùng Tây Nguyên; đa dạng hoá sản phẩm trên cơ sở kết nối giữa du lịch nghỉ dưỡng núi với nghỉ dưỡng biển, văn hoá vùng đồng bằng với không gian văn hoá cồng chiêng Tây Nguyên;
- Khu vực động lực phát triển du lịch Thành phố Hồ Chí Minh - Bà Rịa - Vũng Tàu: Thúc đẩy phát triển du lịch toàn bộ vùng Đông Nam Bộ, gắn kết phát triển du lịch với hành lang kinh tế phía Nam;
- Khu vực động lực phát triển du lịch Cần Thơ - Kiên Giang - Cà Mau: Thúc đẩy phát triển du lịch toàn bộ vùng Đồng bằng sông Cửu Long, gắn kết phát triển du lịch với hành lang kinh tế ven biển thuộc hành lang kinh tế phía Nam.

- Giai đoạn sau 2030, hình thành 02 khu vực động lực:
- Khu vực động lực phát triển du lịch Lào Cai - Hà Giang: Thúc đẩy phát triển du lịch toàn bộ vùng Trung du và Miền núi phía Bắc kết nối với thị trường khách du lịch ở Vân Nam (Trung Quốc) và gắn kết phát triển du lịch theo hành lang kinh tế Côn Minh - Hà Nội - Hải Phòng;
- Khu vực động lực phát triển du lịch Hòa Bình - Sơn La - Điện Biên: Thúc đẩy phát triển du lịch cho khu vực tiểu vùng Tây Bắc thuộc vùng Trung du và Miền núi phía Bắc, gắn kết phát triển du lịch theo hành lang kinh tế Đông Tây theo quốc lộ 6.

### 11 trung tâm du lịch
Hạ Long (Quảng Ninh), Hoa Lư (Ninh Bình), Huế, Đà Nẵng, Hội An (Quảng Nam), Quy Nhơn (Bình Định), Nha Trang (Khánh Hòa), Đà Lạt (Lâm Đồng), Vũng Tàu (Bà Rịa - Vũng Tàu), Cần Thơ, Phú Quốc (Kiên Giang)

### 70 Khu du lịch quốc gia
Quy hoạch xây dựng 70 khu du lịch quốc gia trong đó có 9 khu du lịch đã được công nhận là: 
Sa Pa (Lào Cai), Đền Hùng (Phú Thọ), Trà Cổ (Quảng Ninh), Tam Đảo (Phú Thọ), Mũi Né (Lâm Đồng), Tuyền Lâm (Lâm Đồng), Núi Sam (An Giang), Mộc Châu (Sơn La) và Côn Đảo (Tp HCM) và 61 khu du lịch quốc gia đang được xây dựng gồm:
- Vùng Trung du và Miền núi phía Bắc có 15 khu du lịch quốc gia gồm: Cao nguyên đá Đồng Văn (Tuyên Quang), Ô Quy Hồ (Lai Châu), Điện Biên Phủ - Pá Khoang (Điện Biên), Hồ Sơn La (Sơn La), Cao nguyên Sìn Hồ (Lai Châu), Thác Bà (Lao Cai), Mù Cang Chải (Lao Cai), Hồ Hòa Bình (Phú Thọ), Công viên địa chất Cao Bằng, Ba Bể (Thái Nguyên), Tân Trào (Tuyên Quang), Na Hang - Lâm Bình (Tuyên Quang), Mẫu Sơn (Lạng Sơn), hồ Núi Cốc (Thái Nguyên), VQG Xuân Sơn (Phú Thọ).
- Vùng Đồng bằng sông Hồng có 11 khu du lịch quốc gia gồm: Ba Vì (TP. Hà Nội), Hương Sơn (TP. Hà Nội), Khu vực Hồ Hoàn Kiếm - phụ cận và khu phố cổ (Hà Nội), Cát Bà (TP. Hải Phòng), Vân Đồn - Cô Tô (Quảng Ninh), Yên Tử - Uông Bí (Quảng Ninh), Hồ Đại Lải (Phú Thọ), Côn Sơn - Kiếp Bạc (Hải Phòng), Tràng An (Ninh Bình), Kênh Gà - Vân Trình (Ninh Bình), Tam Chúc (Ninh Bình).
- Vùng Bắc Trung Bộ và Duyên hải miền Trung có 17 khu du lịch quốc gia gồm: Sầm Sơn - Hải Tiến (Thanh Hóa), Kim Liên (Nghệ An), Vinh - Diễn Châu (Nghệ An), Thiên Cầm (Hà Tĩnh), Phong Nha - Kẻ Bàng (Quảng Trị), Cửa Việt - Cửa Tùng - Cồn Cỏ (Quảng Trị), Lăng Cô - Cảnh Dương (Huế), Sơn Trà (TP. Đà Nẵng), Bà Nà (TP. Đà Nẵng), Cù Lao Chàm (Đà Nẵng), Lý Sơn (Quảng Ngãi), Mỹ Khê (Quảng Ngãi), Phương Mai (Gia Lai), Vịnh Xuân Đài (Đăk Lăk), Vịnh Cam Ranh (Khánh Hòa), Vịnh Vân Phong (Khánh Hòa), Ninh Chữ (Khánh Hòa).
- Vùng Vùng Tây Nguyên có 5 khu du lịch quốc gia gồm: Măng Đen (Quảng Ngãi), Biển Hồ - Chư Đăng Ya (Gia Lai),  Yok Don (Đắk Lắk),  Hồ Tà Đùng (Lâm Đồng),  Đan Kia-Suối Vàng (Lâm Đồng).
- Vùng Vùng Đông Nam Bộ có 5 khu du lịch quốc gia gồm: Cần Giờ (TP. Hồ Chí Minh),  Long Hải-Bình Châu (Tp HCM),  Hồ Trị An (Đồng Nai),  Núi Bà Đen (Tây Ninh),  Bà Rá - Thác Mơ (Đồng Nai).
- Vùng Vùng Đồng bằng sông Cửu Long có 8 khu du lịch quốc gia gồm: Ninh Kiều (TP. Cần Thơ),  Thới Sơn (Đồng Tháp), Măng Thít (Vĩnh Long),  Lung Ngọc Hoàng (Cần Thơ),  Tràm Chim (Đồng Tháp), Hà Tiên (An Giang), Nhà Mát (Cà Mau), Mũi Cà Mau (Cà Mau).

## Khẩu hiệu ngành du lịch
| Giai đoạn | Biểu trưng | Khẩu hiệu                                                                                | Ghi chú                                        |
| --------- | ---------- | ---------------------------------------------------------------------------------------- | ---------------------------------------------- |
| 2001-2004 |            | Việt Nam - Điểm đến của thiên niên kỷ mới Vietnam - A destination for the new millennium |                                                |
| 2004-2005 |            | Hãy đến với Việt Nam Welcome to Vietnam                                                  | Logo bị chê là xấu nhất Logo tồn tại ngắn nhất |
| 2006-2011 |            | Việt Nam - Vẻ đẹp tiềm ẩn Vietnam - The hidden charm                                     |                                                |
| 2012-2015 |            | Việt Nam – Vẻ đẹp bất tận Vietnam - Timeless Charm                                       | Logo bị đánh giá là "khó hiểu"                 |

## Năm du lịch quốc gia
Năm Du lịch quốc gia (tiếng Anh: Visit Vietnam Year) là sự kiện kinh tế - văn hóa - xã hội quan trọng của ngành Du lịch Việt Nam, có quy mô quốc tế, được tổ chức thường niên do một địa phương đăng cai. Thông qua các hoạt động trong Năm Du lịch quốc gia, giá trị, vẻ đẹp, tiềm năng phát triển du lịch của các vùng miền nói riêng và Việt Nam nói chung sẽ được giới thiệu, quảng bá đến nhân dân trong nước và bạn bè quốc tế.
| Năm  | Địa phương đăng cai                               | Chủ đề                                                                          | Mục đích |
| ---- | ------------------------------------------------- | ------------------------------------------------------------------------------- | --- |
| 2003 | Quảng Ninh                                        | Non nước hữu tình                                                               | |
| 2004 | Điện Biên                                         | Hào hùng chiến khu                                                              | |
| 2005 | Nghệ An                                           | Theo chân Bác                                                                   | |
| 2006 | Quảng Nam                                         | Một điểm đến - hai di sản văn hóa thế giới                                      | |
| 2007 | Thái Nguyên                                       | Về thủ đô gió ngàn - Chiến khu Việt Bắc.                                        | |
| 2008 | Cần Thơ và các tỉnh Đồng bằng sông Cửu Long       | Miệt vườn sông nước Cửu Long                                                    | |
| 2009 | Đắk Lắk                                           |                                                                                 | Hủy bỏ vì địa phương đăng cai rút lui. |
| 2010 | Hà Nội                                            | Thăng Long – Hà Nội, hội tụ ngàn năm                                            | chào mừng sự kiện 1000 năm Thăng Long – Hà Nội |
| 2011 | Phú Yên và các tỉnh duyên hải Nam Trung Bộ        | Du lịch biển – đảo                                                              | Khẳng định chủ quyền và quảng bá biển, đảo Việt Nam |
| 2012 | Thừa Thiên Huế và các tỉnh duyên hải Bắc Trung Bộ | Du lịch di sản                                                                  | Kèm tổ chức Festival Huế |
| 2013 | Hải Phòng và các tỉnh Đồng bằng sông Hồng         | Văn minh Sông Hồng                                                              | |
| 2014 | Lâm Đồng và các tỉnh Tây Nguyên                   | Đại ngàn Tây Nguyên                                                             | Khơi dậy, kết nối phát huy thế mạnh du lịch của các tỉnh Tây Nguyên |
| 2015 | Thanh Hóa                                         | Kết nối các di sản thế giới                                                     | Nâng cao nhận thức của các cấp, các ngành và của nhân dân về sự phát triển du lịch gắn với bảo tồn và phát huy các giá trị văn hóa |
| 2016 | Phú Quốc – Đồng bằng sông Cửu Long                | Khám phá đất phương Nam                                                         | |
| 2017 | Tây Bắc-Lào Cai                                   | Sắc màu Tây Bắc                                                                 | Đây là lần thứ 2 Tây Bắc Bộ đăng cai sự kiện này. Trước đó 13 năm, Điện Biên cũng đã đăng cai là vào năm 2004 |
| 2018 | Quảng Ninh                                        | Hạ Long – Di sản, Kỳ quan – Điểm đến thân thiện                                 | Đây là lần thứ 2 Quảng Ninh đăng cai sự kiện này. Trước đó 15 năm, tỉnh này cũng đã đăng cai là vào năm 2003 |
| 2019 | Khánh Hòa                                         | Nha Trang - Sắc màu của biển                                                    | Năm Du lịch quốc gia 2019 nhấn mạnh vào du lịch biển đảo, đây là sản phẩm đặc trưng, chiến lược của du lịch Việt Nam cũng như của Khánh Hòa. |
| 2020 | Ninh Bình                                         | Hoa Lư - Cố đô ngàn năm                                                         | Năm Du lịch quốc gia 2020 có phần lớn các sự kiện bị hủy hoặc hoãn sang năm 2021 do dịch Covid-19. |
| 2021 | Ninh Bình                                         | Hoa Lư - Cố đô ngàn năm                                                         | Năm Du lịch quốc gia 2021 quảng bá các giá trị di sản văn hóa vật thể, phi vật thể, tài nguyên và sản phẩm đặc sắc của du lịch Ninh Bình. |
| 2022 | Quảng Nam                                         | Quảng Nam - Điểm đến du lịch xanh                                               | Tổ chức Năm Du lịch Quốc gia - Quảng Nam 2022 là cơ hội để ngành du lịch phục hồi và phát triển trong tình hình mới, đồng thời góp phần nâng cao hình ảnh, vị thế, thương hiệu du lịch Việt Nam nói chung và tỉnh Quảng Nam nói riêng trong những năm tiếp theo.       |
| 2023 | Bình Thuận                                        | Bình Thuận - Hội tụ xanh (tiếng Anh: Binh Thuan - Green Tourism comes together) | Các hoạt động hướng đến sản phẩm xanh, năng lượng sạch, tạo ra môi trường thân thiện và an toàn đến sức khỏe, bảo tồn và phát huy các di sản văn hóa và các giá trị truyền thống tốt đẹp của dân tộc; hướng đến một nền tăng trưởng xanh, phát triển du lịch bền vững. |
| 2024 | Điện Biên                                         | Vinh quang Điện Biên Phủ - Trải nghiệm bất tận                                  | Gắn với kỷ niệm 70 năm Chiến thắng Điện Biên Phủ. |

## Quảng cáo du lịch Việt Nam
Cho đến năm 2012, mỗi năm Chính phủ Việt Nam đầu tư xúc tiến du lịch là 50 tỷ đồng.
Nguyễn Mạnh Cường, Phó Tổng Cục trưởng Tổng cục Du lịch Việt Nam khẳng định, việc quảng bá của du lịch Việt Nam còn hạn chế do thiếu kinh phí. Bà Hoàng Thị Điệp, Phó Tổng Cục trưởng Tổng cục Du lịch cũng cho biết, do kinh phí hạn hẹp nên Tổng cục mới chỉ có 2 video clip quảng bá chung thị trường du lịch Việt Nam và Trung Quốc. Nguyễn Văn Tình, Cục trưởng Hợp tác quốc tế, Bộ Văn hóa, Thể thao và Du lịch cho rằng "Làm clip du lịch hấp dẫn phải mất 1 triệu USD".
Tuy nhiên, đạo diễn chuyên làm clip quảng cáo Vũ Nam Dương cho rằng, nội dung clip phần lớn do yêu cầu của người thuê. Nhiều người chê quảng cáo trong nước xấu không hẳn do người làm không tốt mà là do người thuê có tư duy như vậy. Ông Ian Lyne, Trưởng nhóm Tư vấn dự án chương trình phát triển năng lực du lịch có trách nhiệm với môi trường và xã hội cho rằng, chi phí sản xuất video quảng bá dài 2 phút có thể từ 20.000 USD tới 2 triệu USD tùy thuộc vào nhiều yếu tố, tuy nhiên vẫn có video quảng bá rất tốt, nhưng lại chi phí thấp được sản xuất ở châu Âu.

## Vấn đề nan giải của ngành du lịch Việt Nam
Du lịch Việt Nam đang đối mặt với nhiều vấn đề yếu kém như ô nhiễm môi trường tại các điểm du lịch, nhiều di tích không được bảo quản đúng mức, gây hư hỏng nghiêm trọng hay bị sửa lại khác xa mẫu cổ và luôn thu phí vào cửa, tình trạng chèo kéo, bắt chẹt khách, tăng giá phòng tùy tiện, chất lượng hạ tầng cơ sở và giao thông thấp, dịch vụ kém, trong khi đó công tác quản lý của các cơ quan chức năng chưa đạt hiệu quả... Theo đánh giá của ngành du lịch, từ năm 2006 đến nay, hơn 70% du khách quốc tế sau khi đến Việt Nam đều có ý "một đi không trở lại".
Vì những yếu kém trong những mặt khác so với các nước trong khu vực, nên ngành du lịch Việt Nam thường chỉ chú trọng khai thác quá đáng các thắng cảnh thiên nhiên như một điểm mạnh, nhưng việc "xã hội hóa" các danh thắng (cho phép các công ty đầu tư khai thác và bán vé vào cửa) dẫn đến việc hầu hết các nơi danh thắng đều thu tiền vào tham quan, thường là khá đắt, và các công ty này lại không quan tâm bảo trì đúng mức, do đó cảnh quan đang bị xuống cấp hay phá hủy, điển hình là trường hợp các di tích quốc gia như Thác Voi, Thác Liên Khương.
Lãnh đạo ngành du lịch hứa hẹn, năm 2010, ngành sẽ đột phá cải thiện nhà vệ sinh, sẽ phát động chiến dịch ở đâu có du lịch ở đó có nhà vệ sinh đạt tiêu chuẩn., tuy nhiên đã không đạt được.
Năm 2012, lần nữa, những tin tức tiêu cực và kinh nghiệm xấu về du lịch Việt Nam được đăng tải trên nhiều báo chí, phản ánh 'Nạn lừa đảo du khách rất đáng báo động', chất lượng dịch vụ kém và "du khách đua nhau tố các chiêu 'chặt chém'  ", chưa có đấu hiệu thay đổi. Thêm nữa, nạn ô nhiễm môi trường lại tăng lên, theo kết quả của báo cáo thường niên năm 2012 mang tên The Environmental Performance Index (EPI) của hai trung tâm nghiên cứu môi trường thuộc Đại học Yale và Columbia của Mỹ thực hiện, về ảnh hưởng của chất lượng không khí, Việt Nam đứng thứ 123 trong bảng xếp hạng 132 quốc gia khảo sát, được xem là có không khí bẩn thứ 10 thế giới.
Đầu năm 2017, Thủ tướng Nguyễn Xuân Phúc tại hội nghị tổng kết công tác năm 2016 và triển khai nhiệm vụ 2017 của Bộ Văn hóa, Thể thao và Du lịch chỉ đạo: "Làm thế nào để khách du lịch quay lại VN sớm nhất có thể, chứ không để tình trạng khách một đi không trở lại". Ông chia sẻ: "Tôi vừa lấy điện thoại thông minh thì đọc được bài 7 nỗi sợ hãi khi đến du lịch VN: chặt chém, cướp giật, mất vệ sinh...".

## Thống kê lượt khách quốc tế
Lượt khách nước ngoài đến Việt Nam qua các năm:
| Năm  | Du khách từ nước ngoài | Thay đổi |
| ---- | ---------------------- | -------- |
| 1995 | 1.351.300              |          |
| 1996 | 1.607.200              | 18.9%    |
| 1997 | 1.715.600              | 6.7%     |
| 1998 | 1.520.100              | -11.4%   |
| 1999 | 1.781.800              | 17.2%    |
| 2000 | 2.140.100              | 20.0%    |
| 2001 | 2.330.800              | 8.9%     |
| 2002 | 2.628.200              | 12.8%    |
| 2003 | 2.429.600              | -7.6%    |
| 2004 | 2.927.876              | 20.5%    |
| 2005 | 3.467.757              | 18.4%    |
| 2006 | 3.583.486              | 3%       |
| 2007 | 4.171.564              | 16%      |
| 2008 | 4.253.740              | 0.6%     |
| 2009 | 3.772.359              | -10.9%   |
| 2010 | 5.049.855              | 34.8%    |
| 2011 | 6.014.032              | 19.1%    |
| 2012 | 6.847.678              | 10.8%    |
| 2013 | 7.572.352              | 10,6%    |
| 2014 | 7.874.312              | 4,0%     |
| 2015 | 7.943.651              | 0,9%     |
| 2016 | 10.012.735             | 26,0%    |
| 2017 | 12.922.151             | 29,1%    |
| 2018 | 15.497.791             | 19.9%    |

10 quốc gia có lượt khách đến Việt Nam nhiều nhất:
| Thứ hạng | Quốc gia   | 2019 | 2018      | 2017      | 2016      | 2015      | 2014      | 2013      | 2012      | 2011      |
| -------- | ---------- | ---- | --------- | --------- | --------- | --------- | --------- | --------- | --------- | --------- |
| 1        | Trung Quốc |      | 4,966,468 | 4,008,253 | 2,696,848 | 1,780,918 | 1,947,236 | 1,907,794 | 1,428,693 | 1,416,804 |
| 2        | Hàn Quốc   |      | 3,485,406 | 2,415,245 | 1,543,883 | 1,112,978 | 847,958   | 748,727   | 700,917   | 536,408   |
| 3        | Nhật Bản   |      | 826,674   | 798,119   | 740,592   | 671,379   | 647,956   | 604,050   | 576,386   | 481,519   |
| 4        | Hoa Kỳ     |      | 687,226   | 614,117   | 552,644   | 491,249   | 443,776   | 432,228   | 443,826   | 439,872   |
| 5        | Đài Loan   |      | 714,112   | 616,232   | 507,301   | 438,704   | 391,040   | 398,990   | 409,385   | 361,051   |
| 6        | Nga        |      | 606,637   | 574,164   | 433,987   | 338,843   | 364,873   | 298,126   | 174,287   | 101,631   |
| 7        | Malaysia   |      | 540,119   | 480,456   | 407,574   | 346,584   | 332,994   | 339,510   | 299,041   | 233,132   |
| 8        | Úc         |      | 386,934   | 370,438   | 320,678   | 303,721   | 321,089   | 319,636   | 289,844   | 289,762   |
| 9        | Thái Lan   |      | 349,310   | 301,587   | 266,984   | 214,645   | 246,874   | 268,968   | 225,866   | 181,820   |
| 10       | Campuchia  |      | 202,954   | 222,614   | 211,949   | 227,074   | 404,159   | 342,347   | 331,939   | 423,440   |

| Xếp hạng du lịch thế giới                  | Xếp hạng du lịch thế giới | Xếp hạng du lịch thế giới | Xếp hạng du lịch thế giới |
| ------------------------------------------ | ------------------------- | ------------------------- | ------------------------- |
| Năm                                        | 2008                      | 2009                      | 2010                      |
| Lượt khách quốc tế (1000)                  | 4.236                     | 3.747                     | 5.050                     |
| Tổng doanh thu du lịch quốc tế (triệu USD) | 3.930                     | 3.050                     | 4.450                     |

| Năm                             | 2000 | 2001 | 2002 | 2003 | 2004 | 2005 | 2006 | 2007 | 2008 | 2009 | 2010 |
| Lượt khách đến Việt Nam         | 2.1  | 2.3  | 2.6  | 2.4  | 2.9  | 3.4  | 3.5  | 4.2  | 4.2  | 3.7  | 5    |
| Lượt khách đến Việt Nam du lịch | 1.1  | 1.2  | 1.4  | 1.2  | 1.5  | 2    | 2    | 2.6  | 2.6  | 2.2  | 3.1  |

## Ảnh các địa điểm du lịch

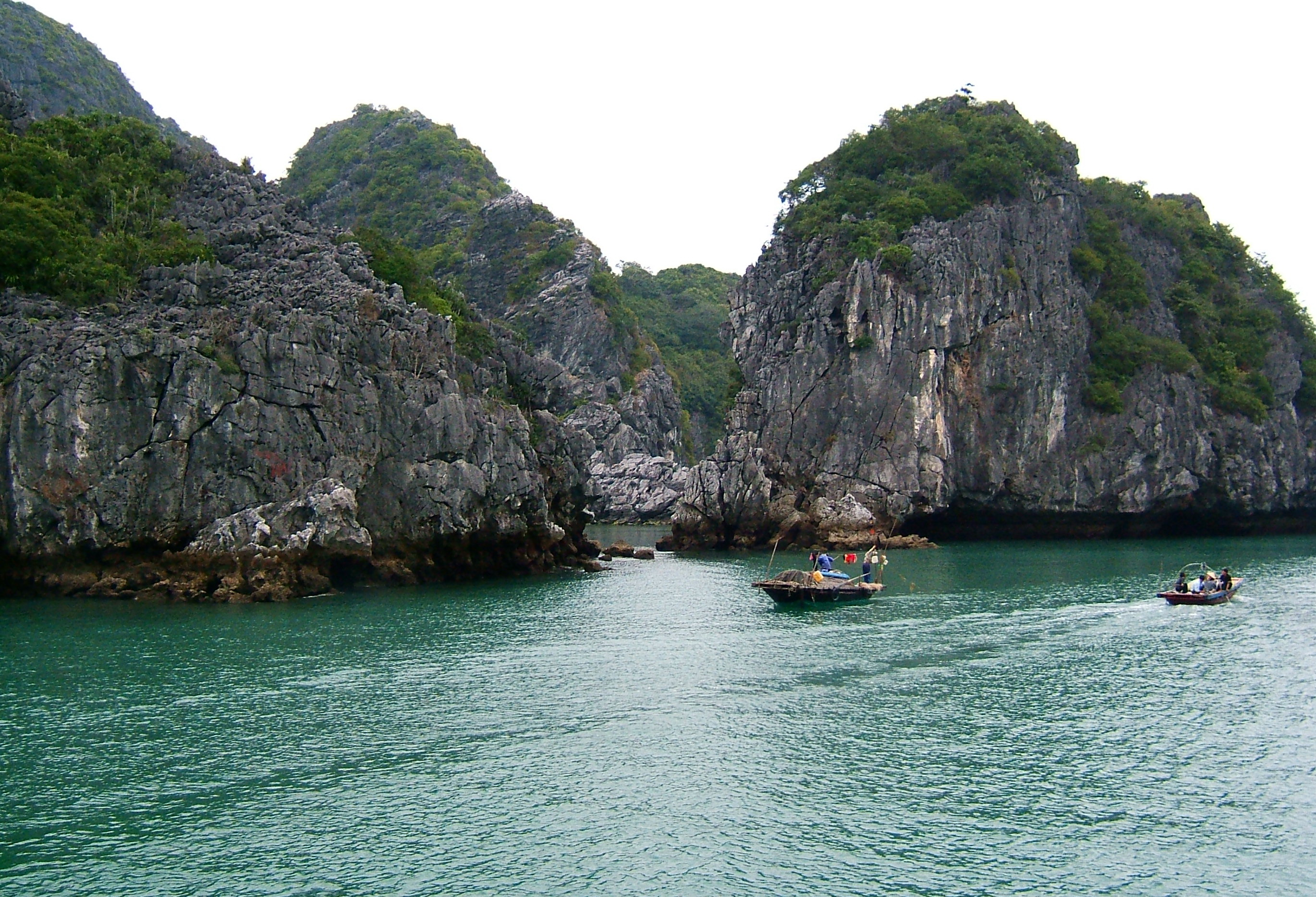
Khu dự trữ sinh quyển quần đảo Cát Bà (Hải Phòng).
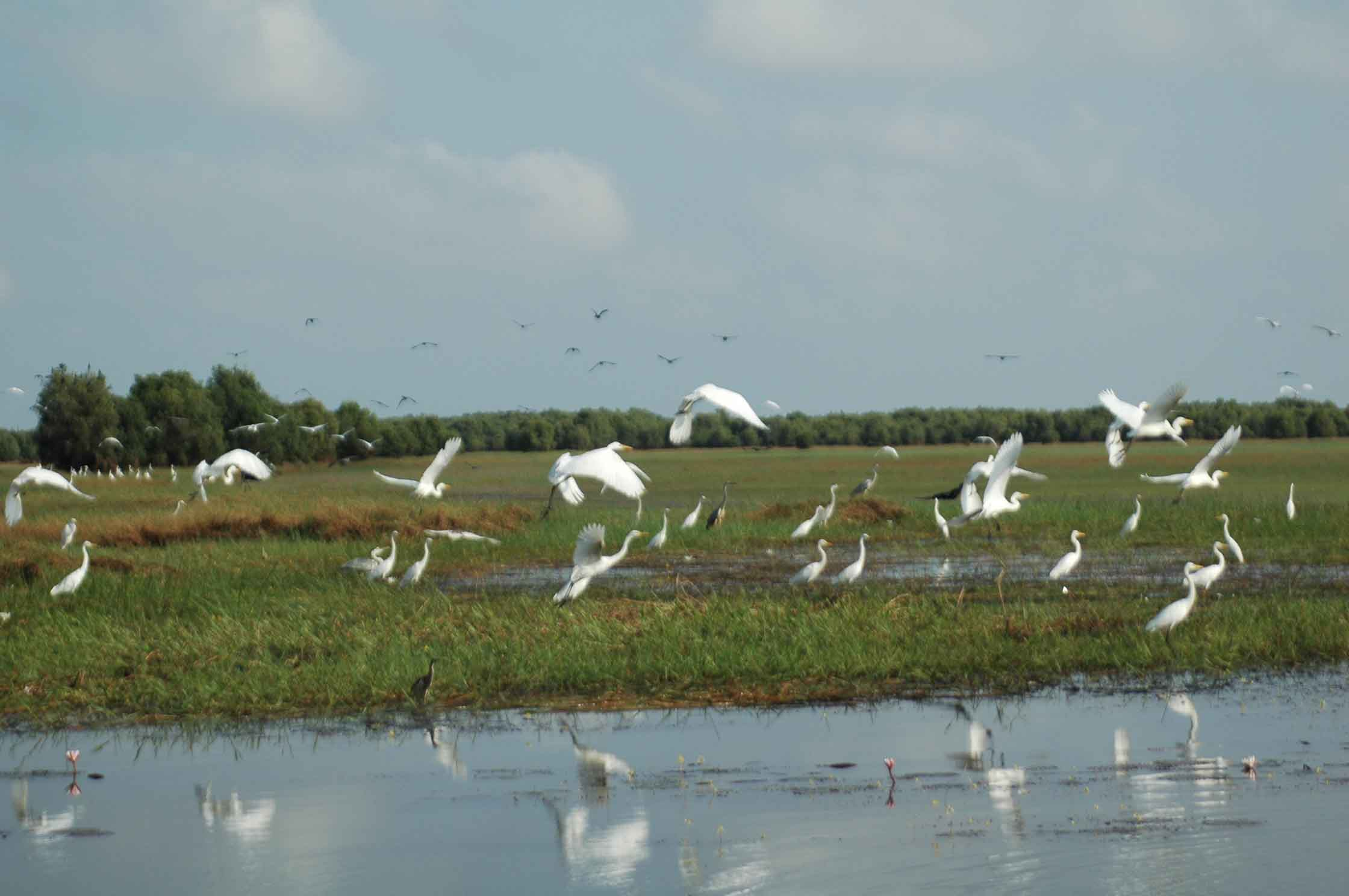
Vườn quốc gia Tràm Chim (Đồng Tháp).
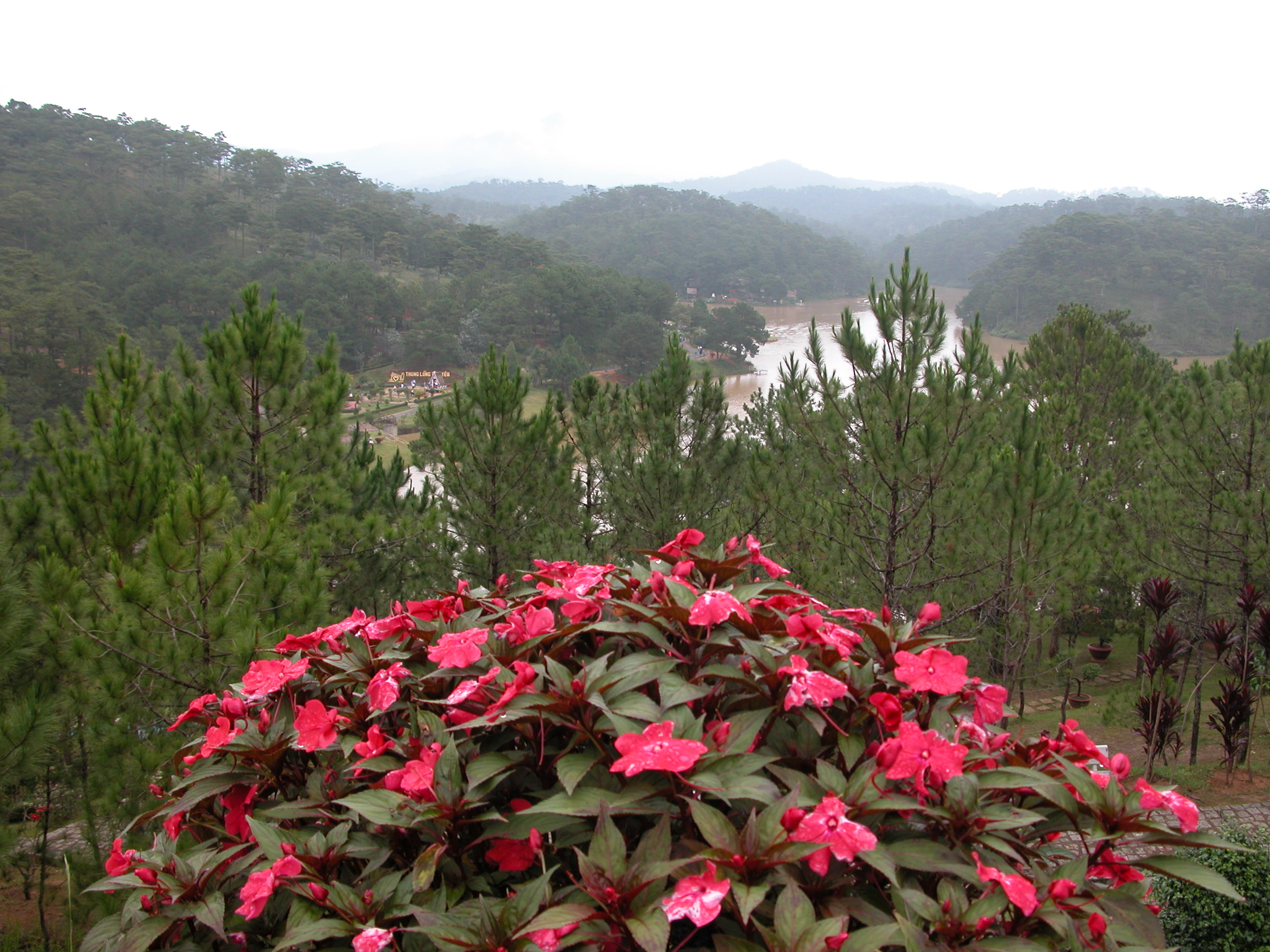
Thung lũng Tình Yêu, Đà Lạt.
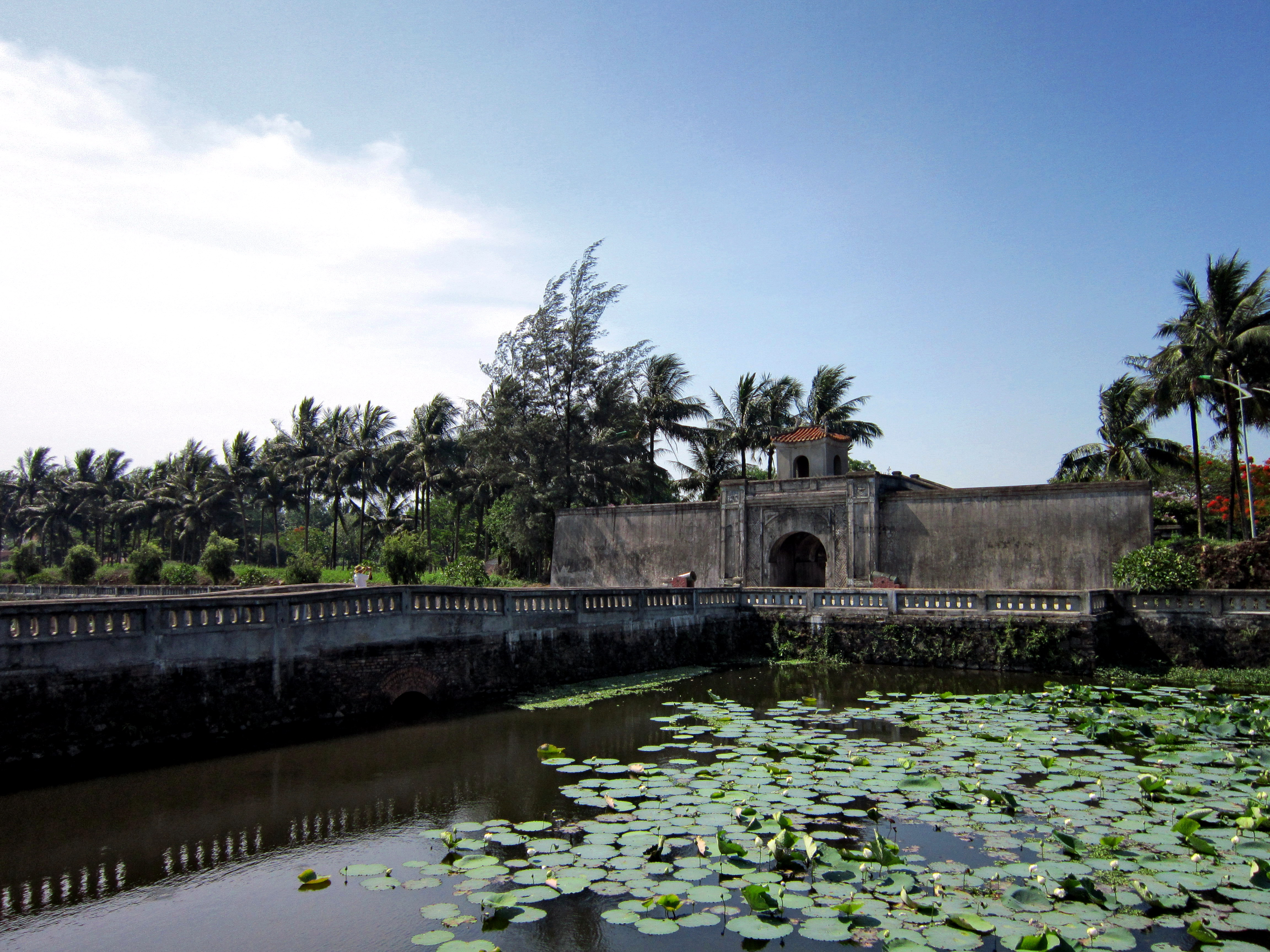
thành cổ Quảng Trị, Quảng Trị.
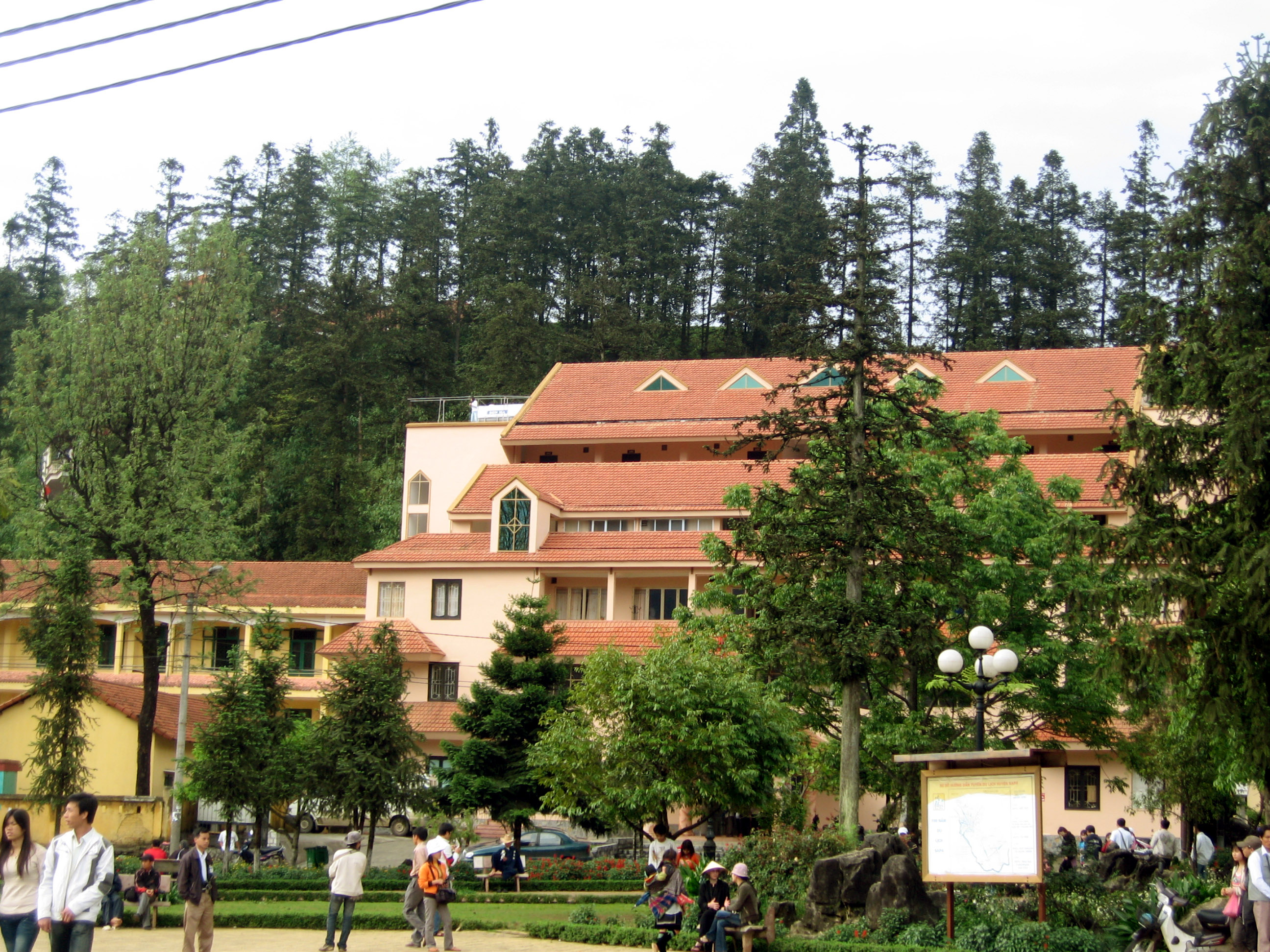
Sa Pa, Lào Cai.
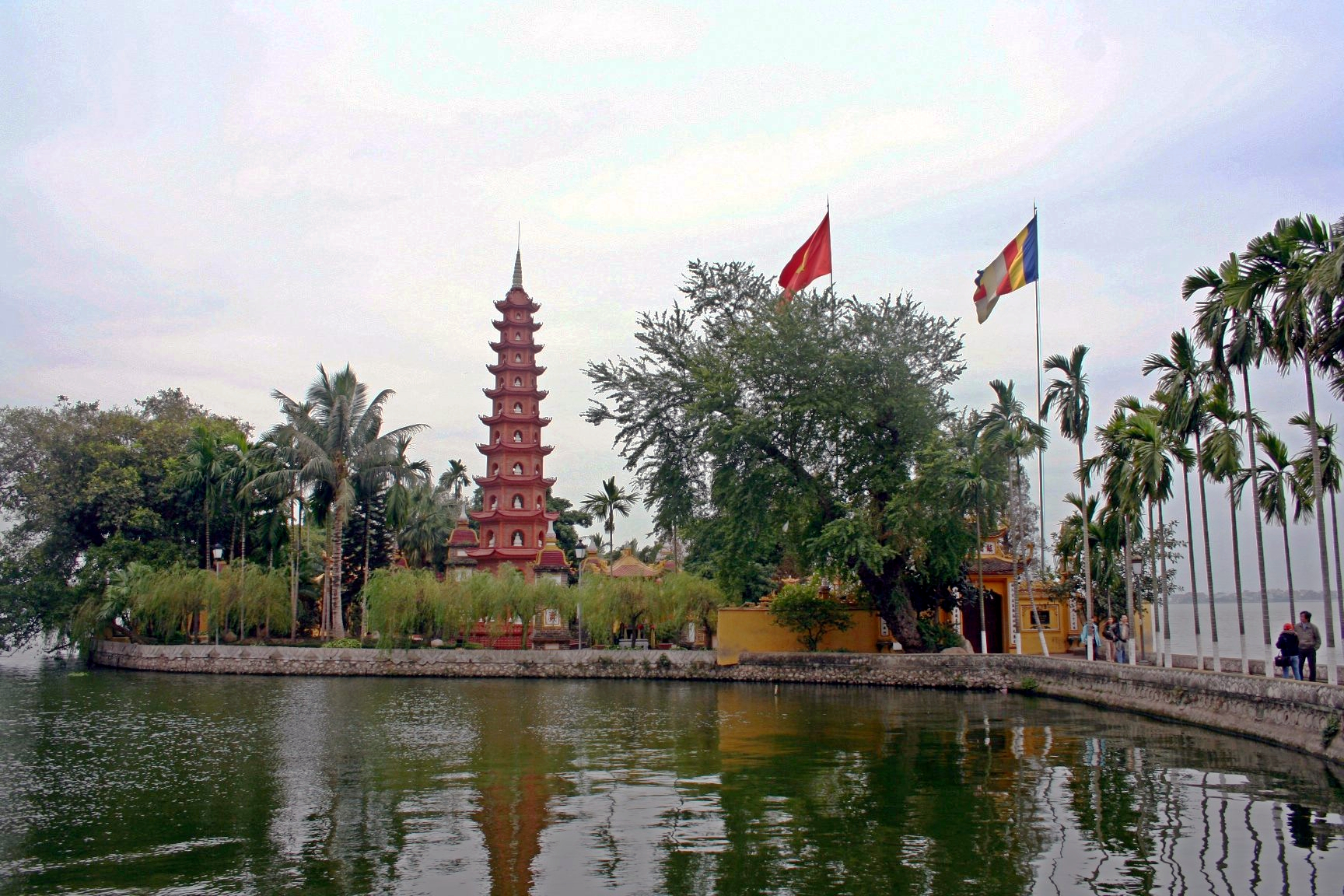
Chùa Trấn Quốc – Hồ Tây – Hà Nội.
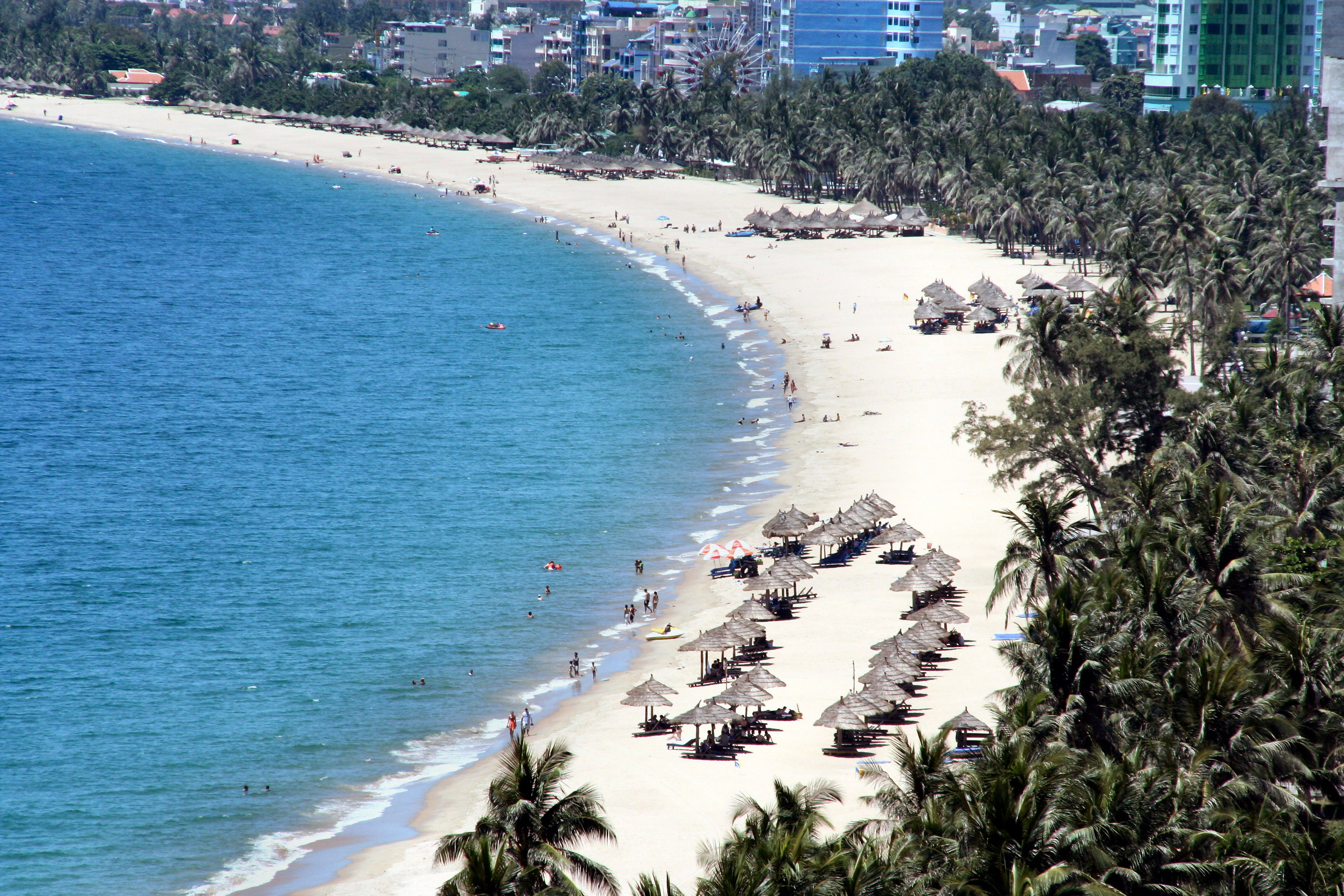
Bãi biển Nha Trang, Khánh Hòa
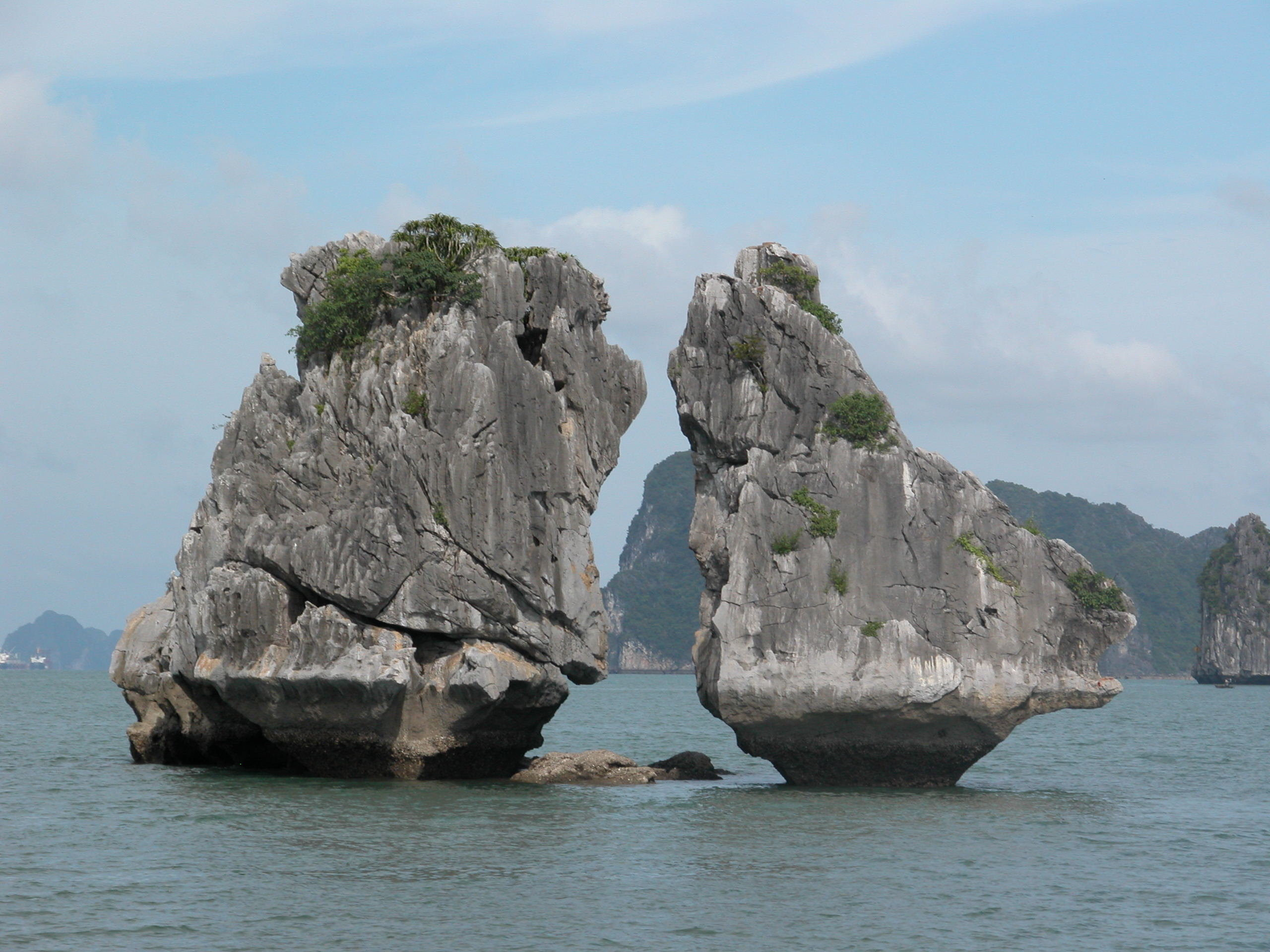
Hòn Gà chọi, Vịnh Hạ Long, Quảng Ninh.
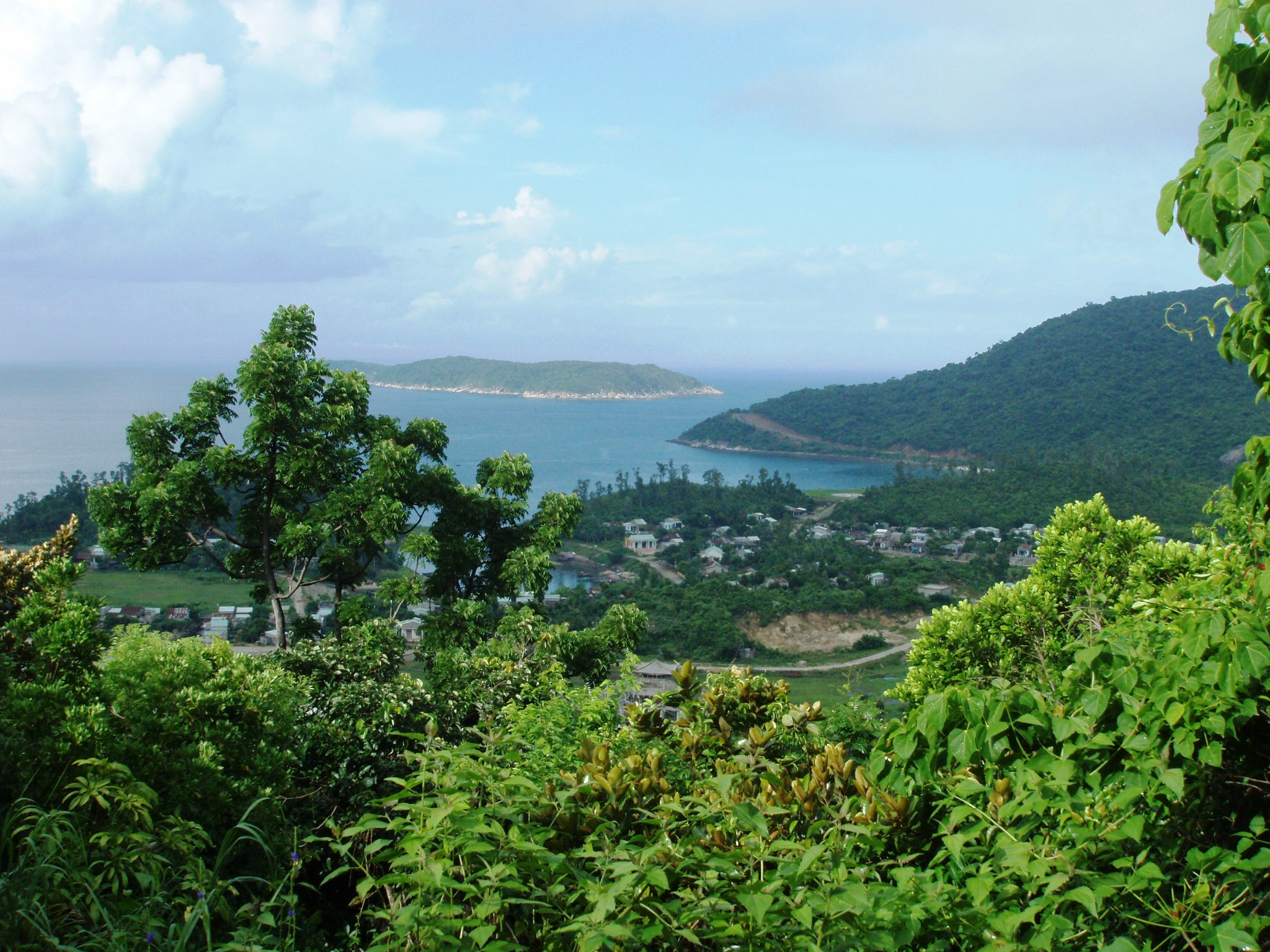
Khu dự trữ sinh quyển Cù Lao Chàm, Quảng Nam.
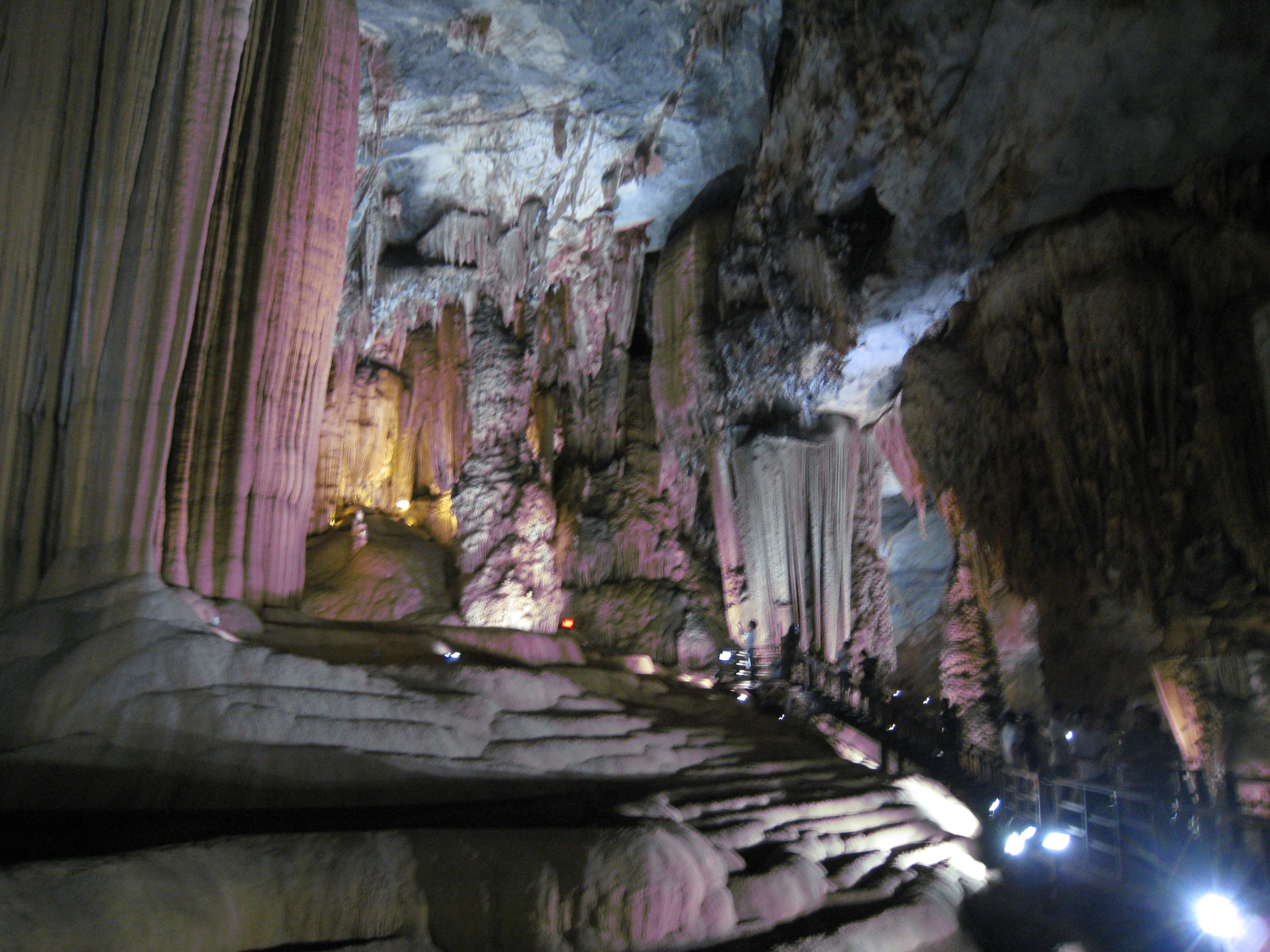
Nhũ đá ở Hang Thiên Đường, Phong Nha-Kẻ Bàng, Quảng Bình.
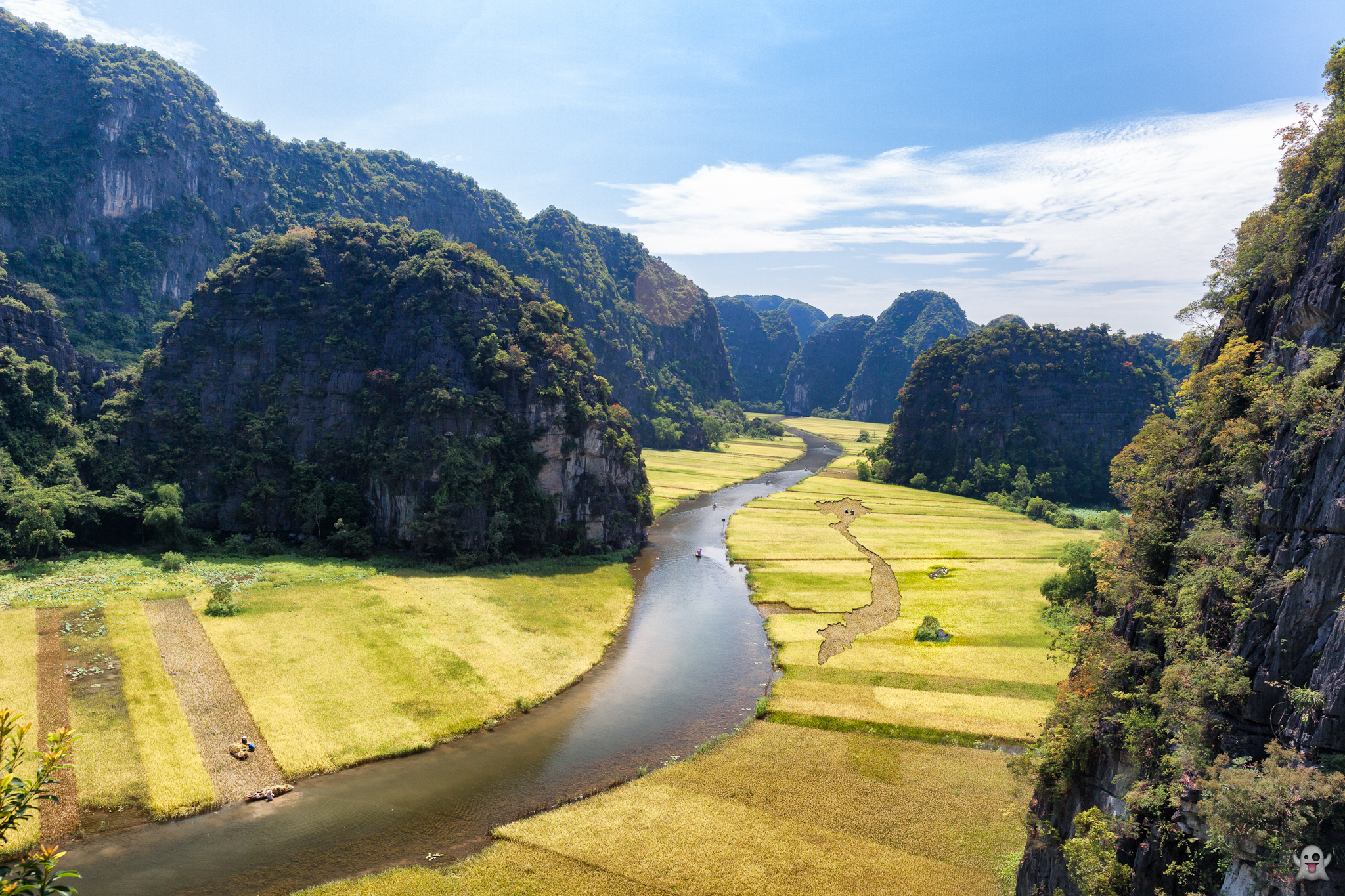
Tràng An ở Ninh Bình.
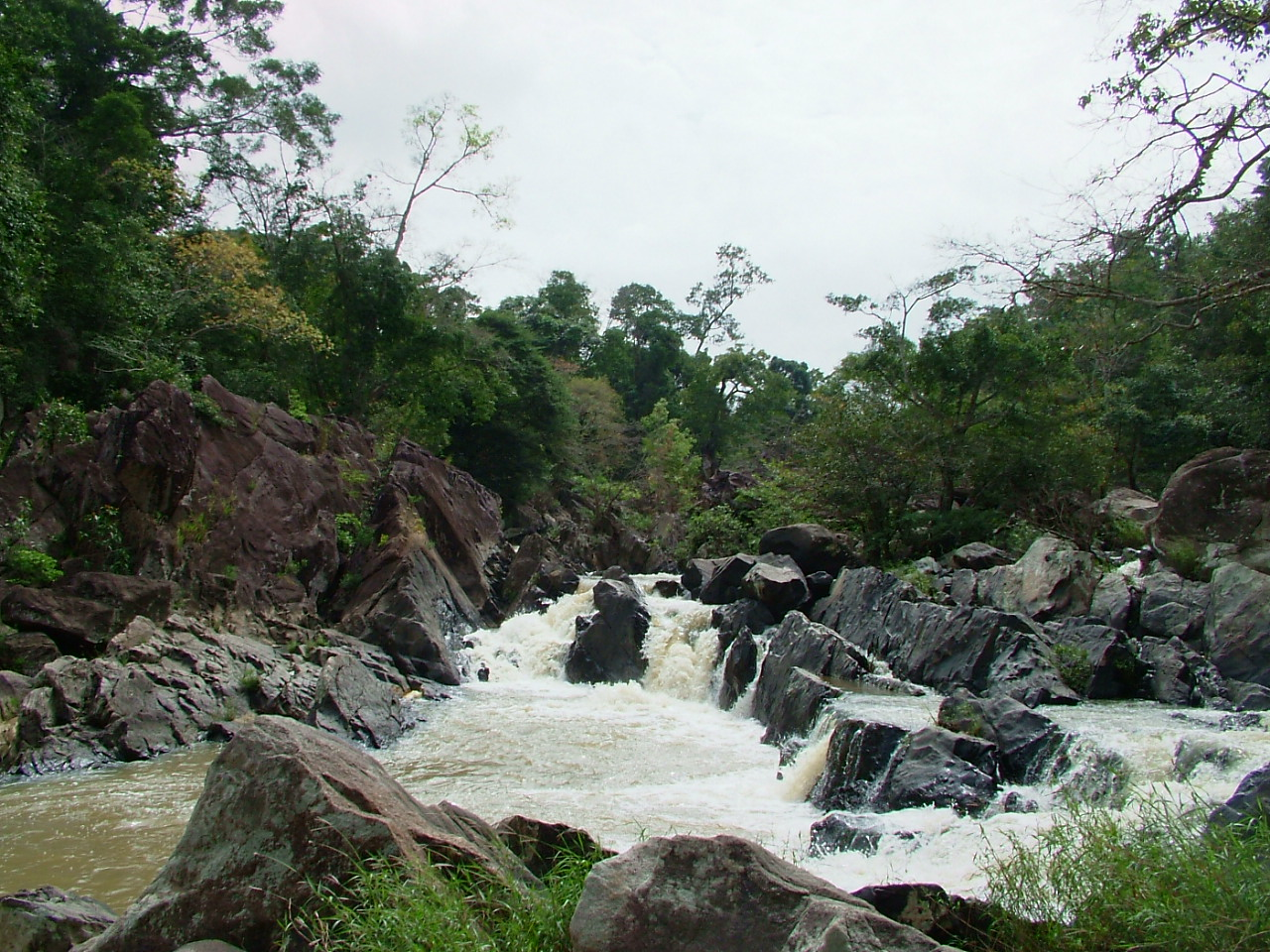
Thác Đray K'nao, Đắk Lắk.
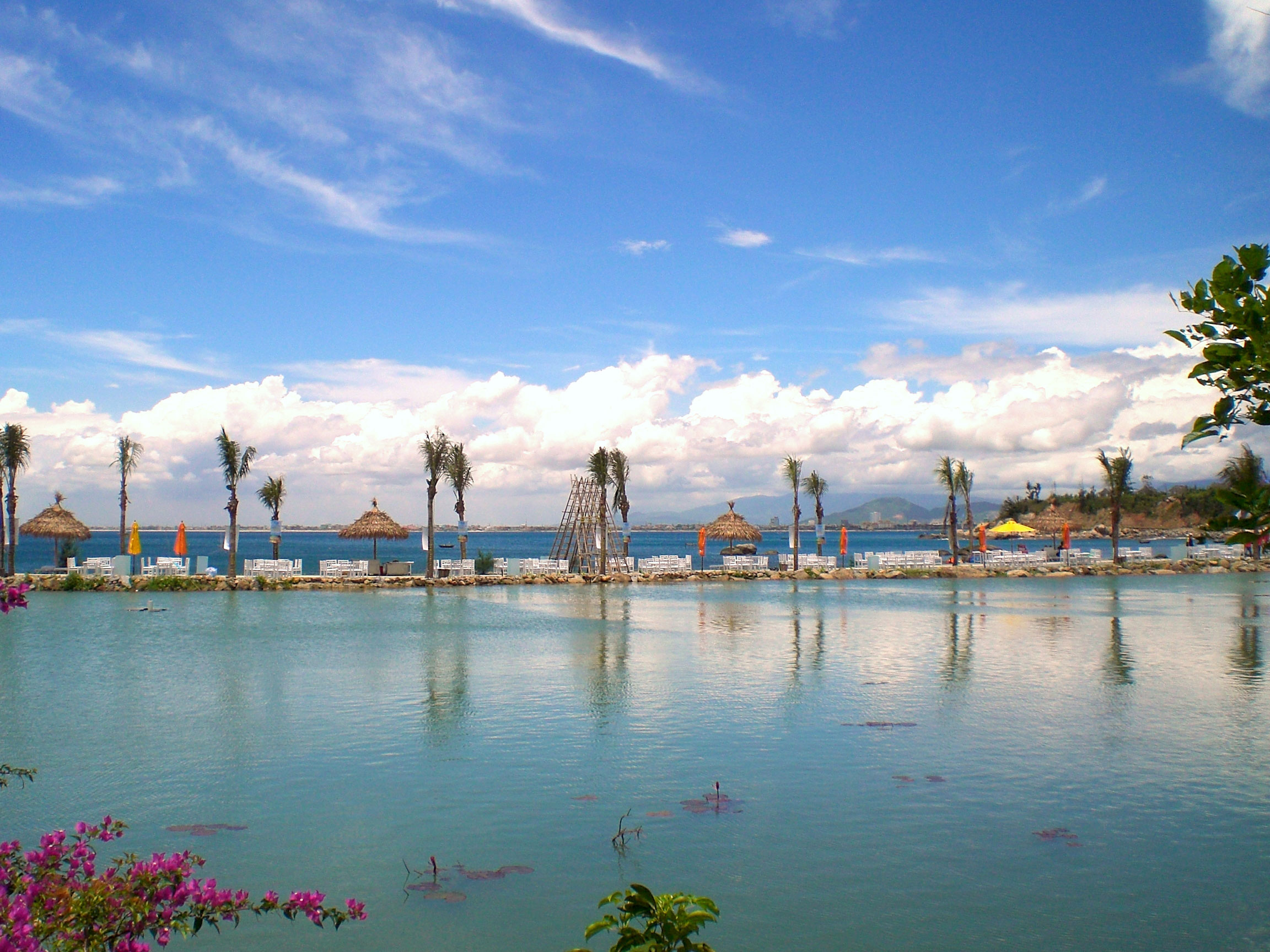
Đà Nẵng.
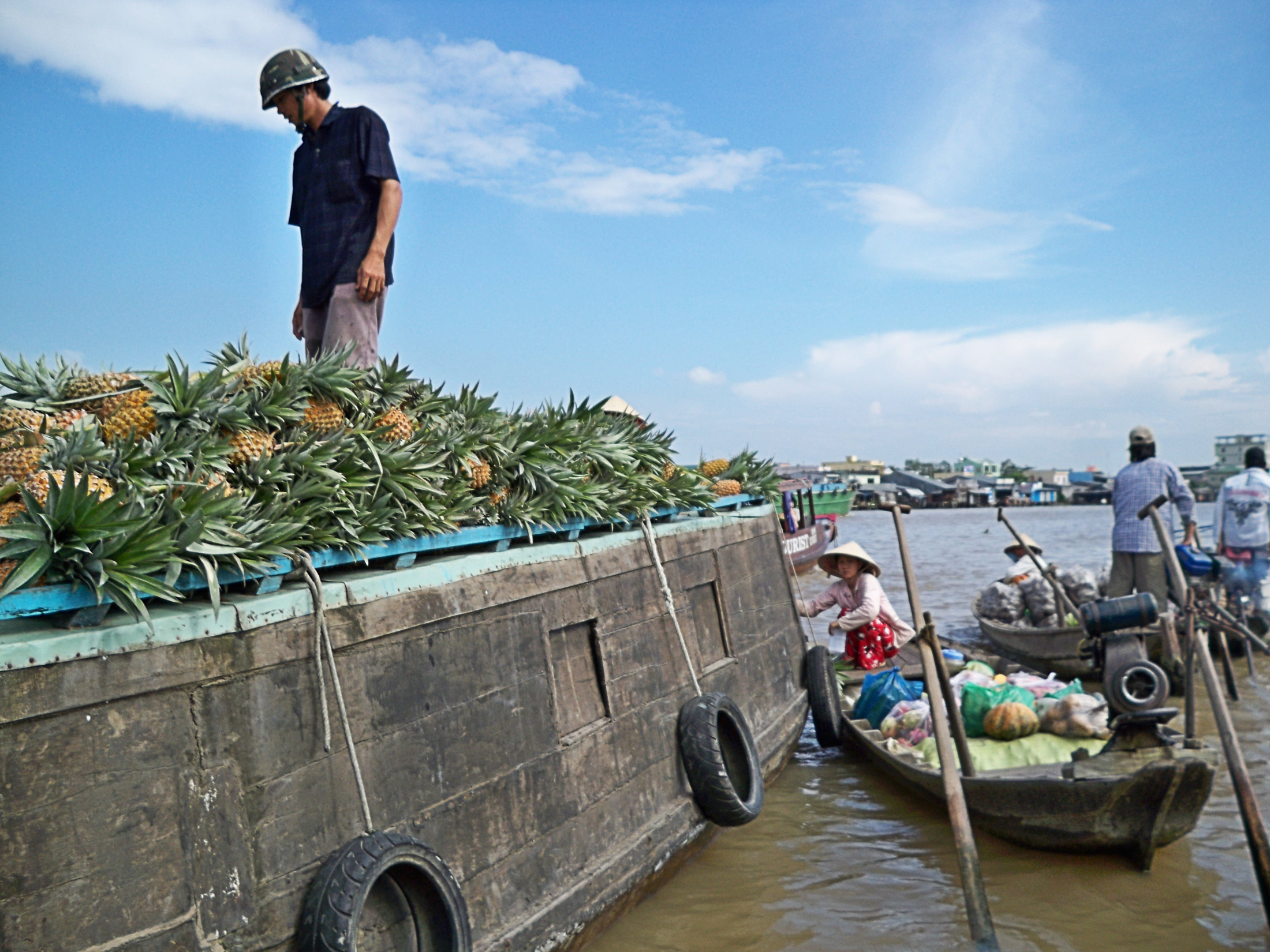
Chợ nổi Phụng Hiệp, Hậu Giang.
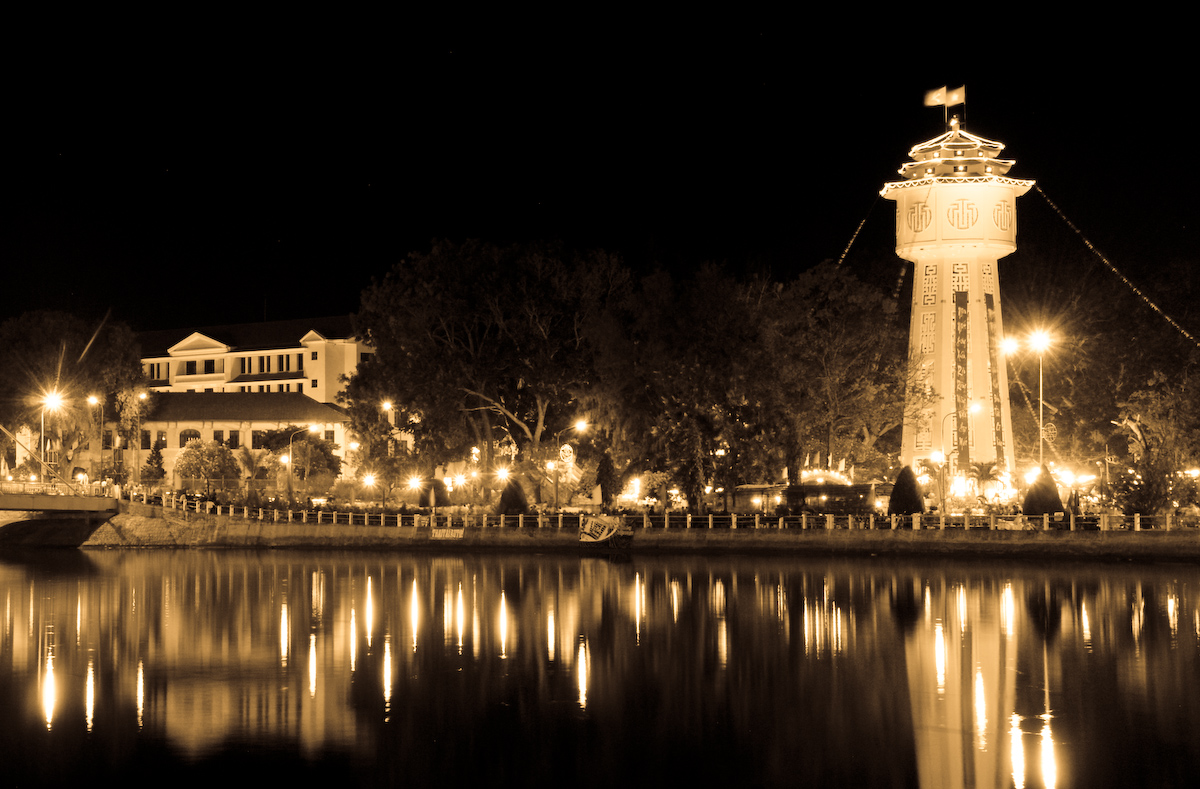
Phan Thiết về đêm.
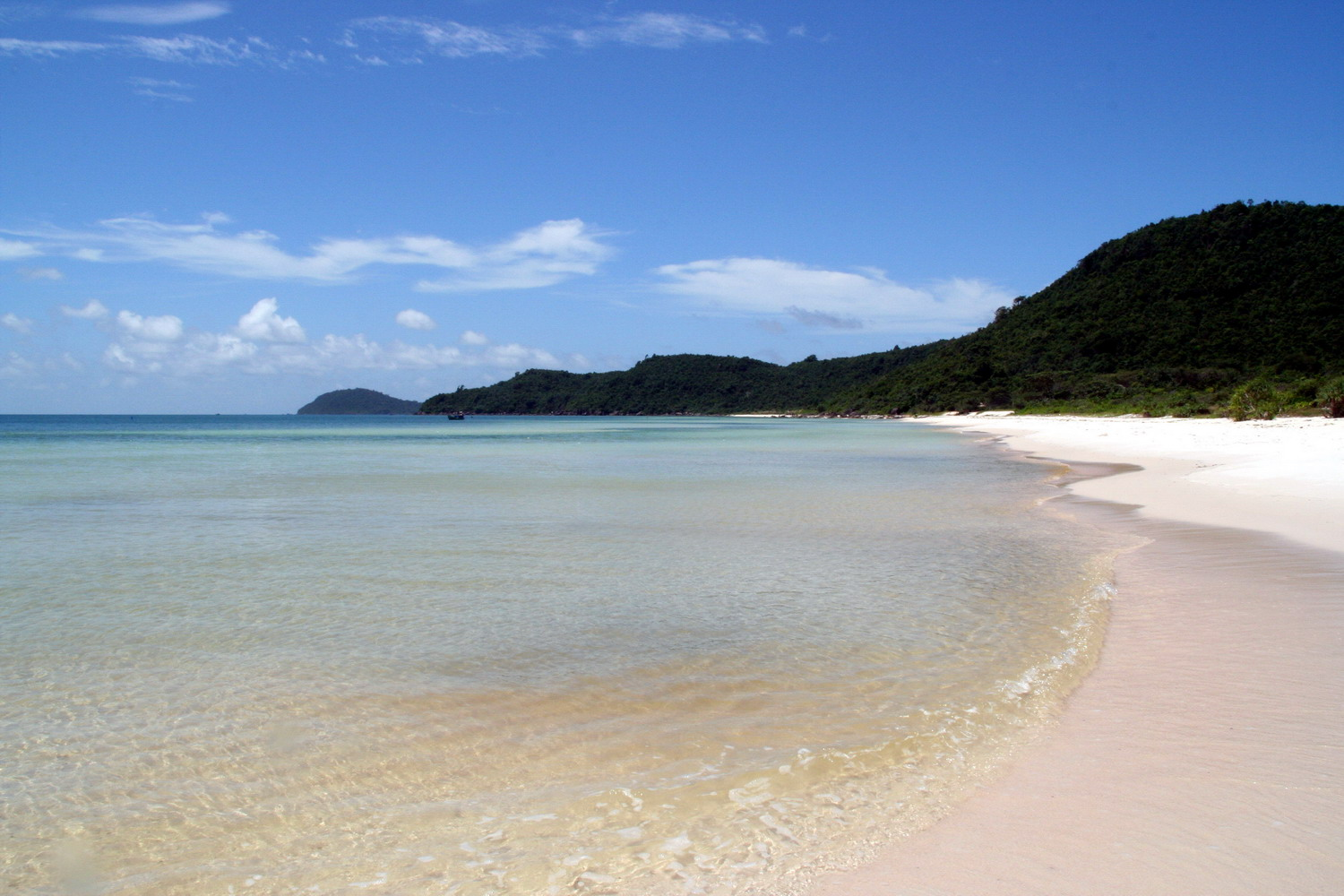
Bãi biển Phú Quốc, Kiên Giang.
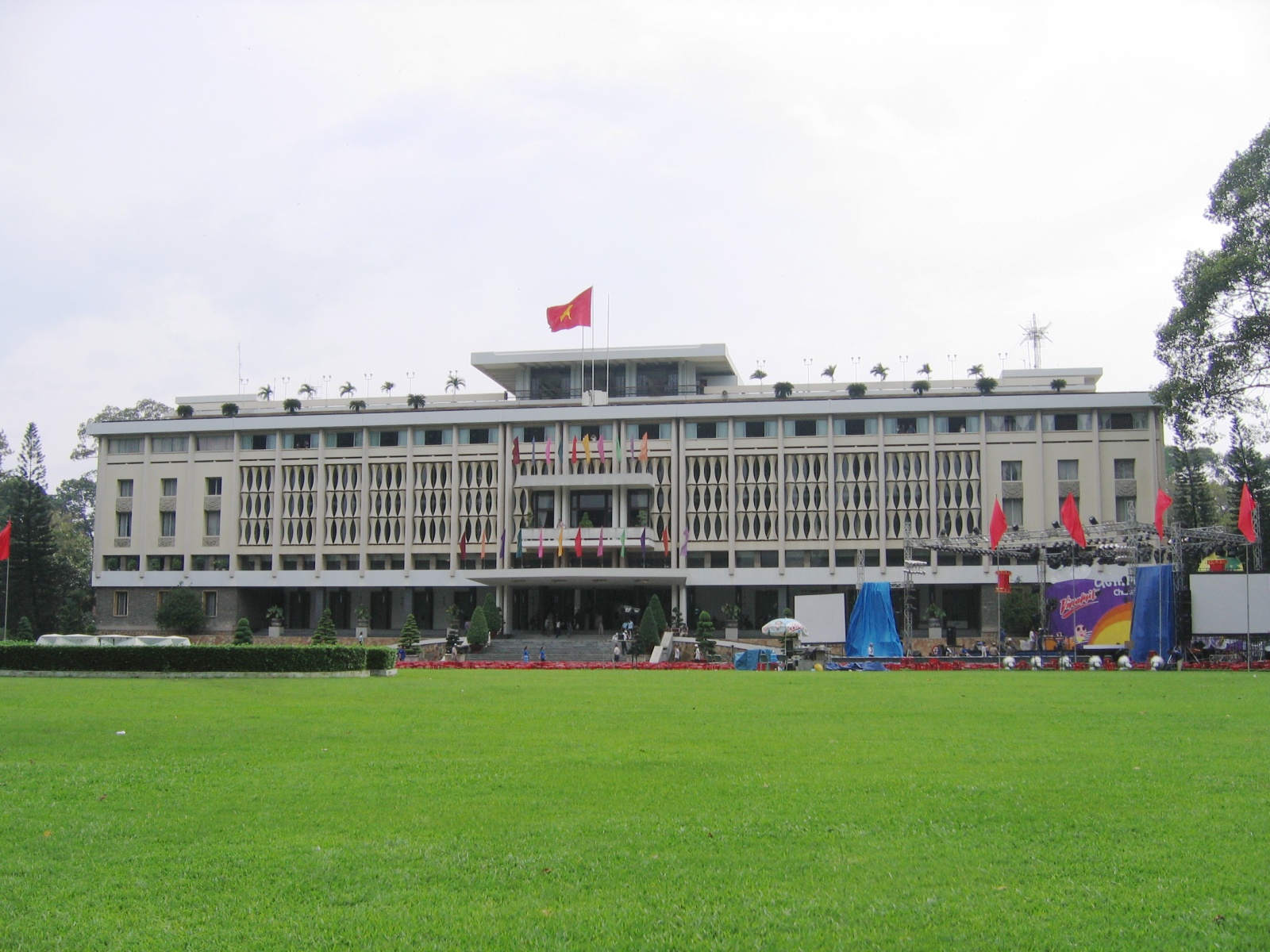
Hội trường Thống Nhất, Thành phố Hồ Chí Minh.
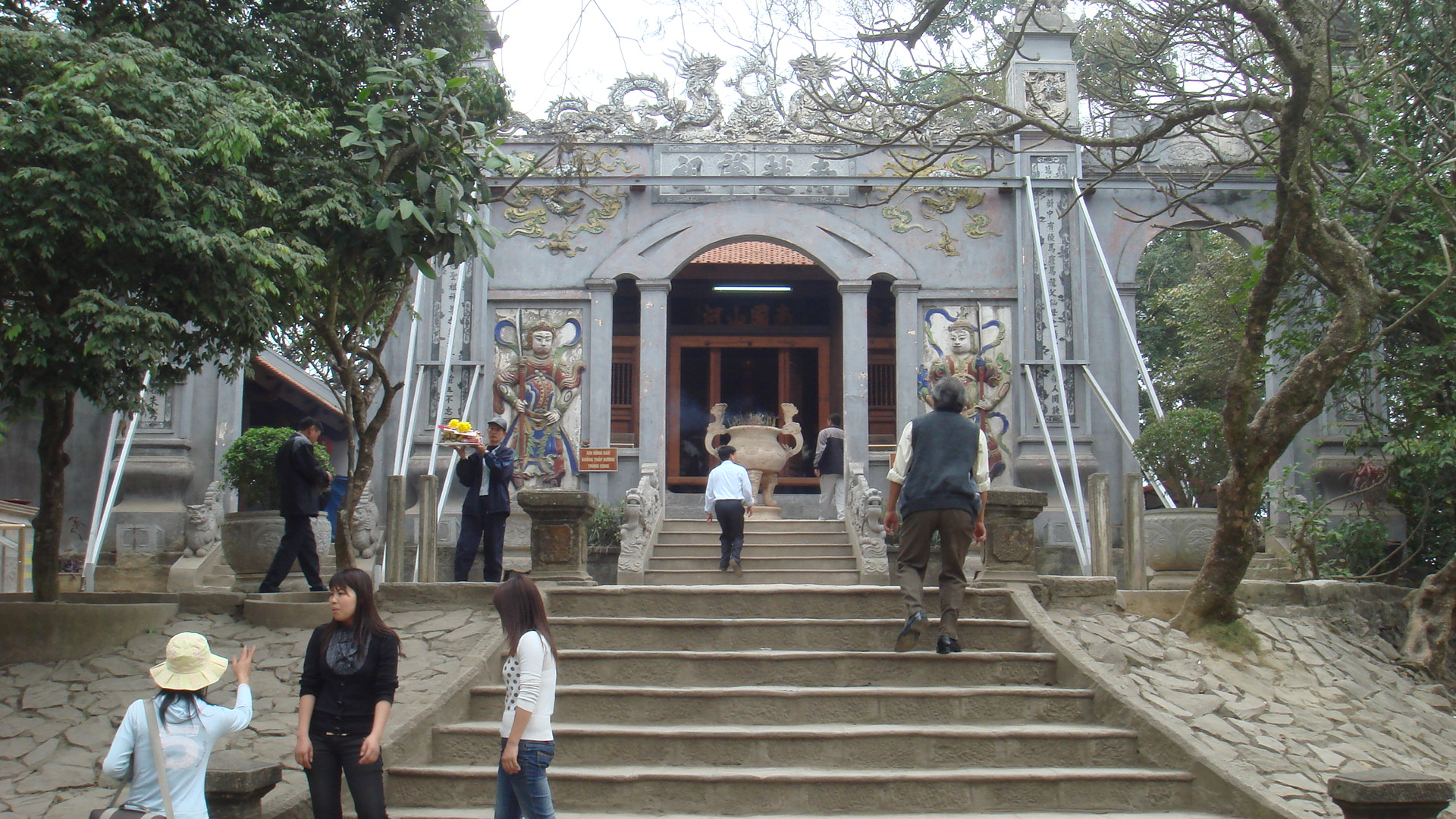
Đền Hùng, Phú Thọ.
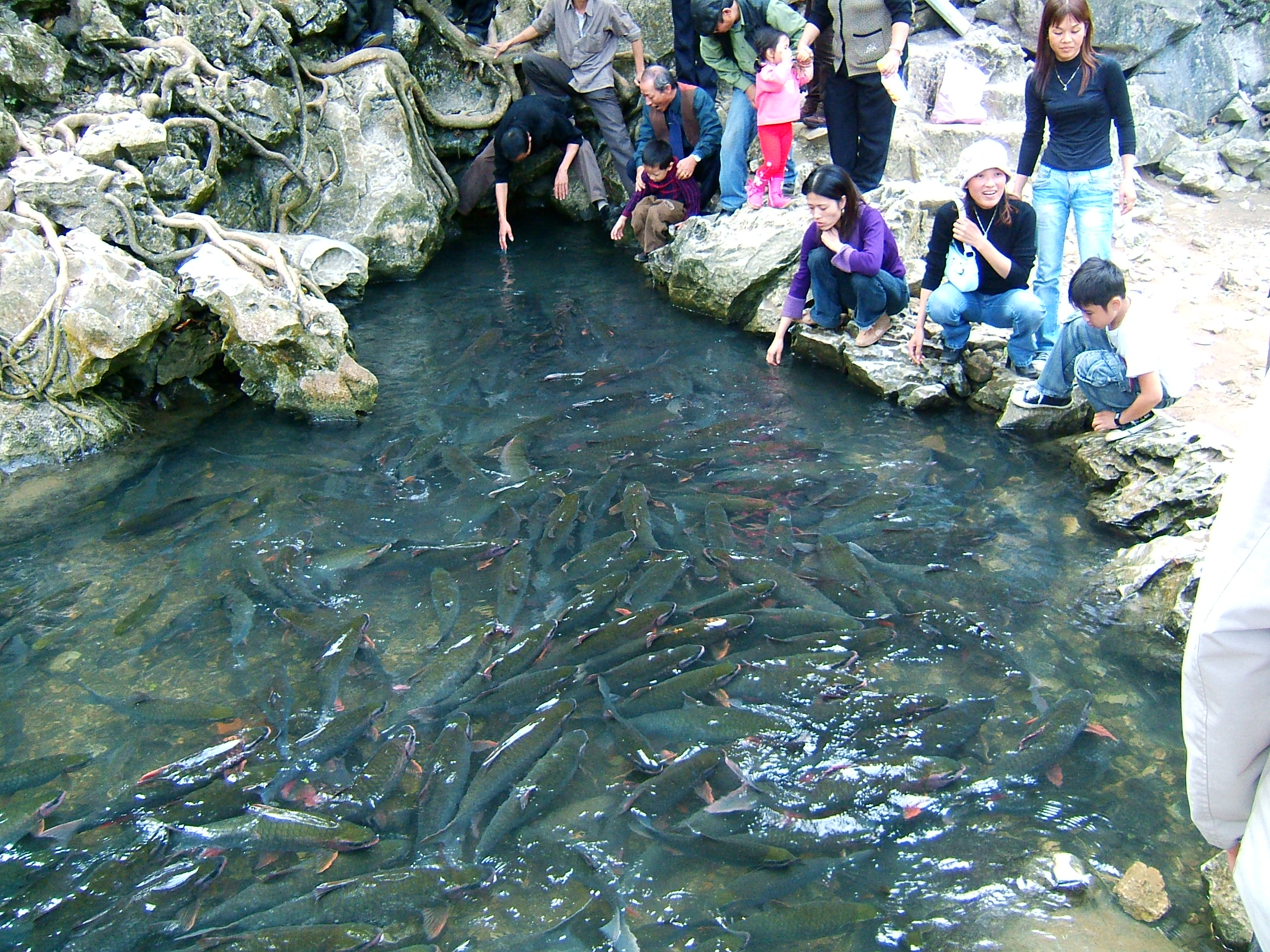
Suối cá Cẩm Lương, Thanh Hóa.Cù lao Thới Sơn, Tp. Mỹ Tho, Tiền Giang